# Plaza de Oriente
La plaza de Oriente está situada en el centro histórico de la ciudad española de Madrid. Se trata de una plaza rectangular de cabecera curvada, de carácter monumental, cuyo trazado definitivo responde a un diseño de 1844 de Narciso Pascual Colomer, heredero de varios proyectos anteriores. Uno de sus principales impulsores fue el rey José I, quien ordenó la demolición de las casas medievales situadas sobre su solar.
Está presidida por dos de los edificios más relevantes de la capital: su contorno occidental lo delimita el Palacio Real y el oriental el Teatro Real. Su cara norte la conforma el Real Monasterio de la Encarnación, al que le fue expropiado el Huerto de la Priora para integrarlo dentro de la plaza.
Además de los citados edificios, esta plaza monumental alberga diferentes jardines histórico-artísticos. Y una importante colección escultórica, en la que destaca especialmente, en el centro de la misma, la efigie de Felipe IV, obra del siglo XVII de Pietro Tacca, considerada como la primera estatua ecuestre del mundo sujetada únicamente por las patas traseras del caballo.

## Toponimia

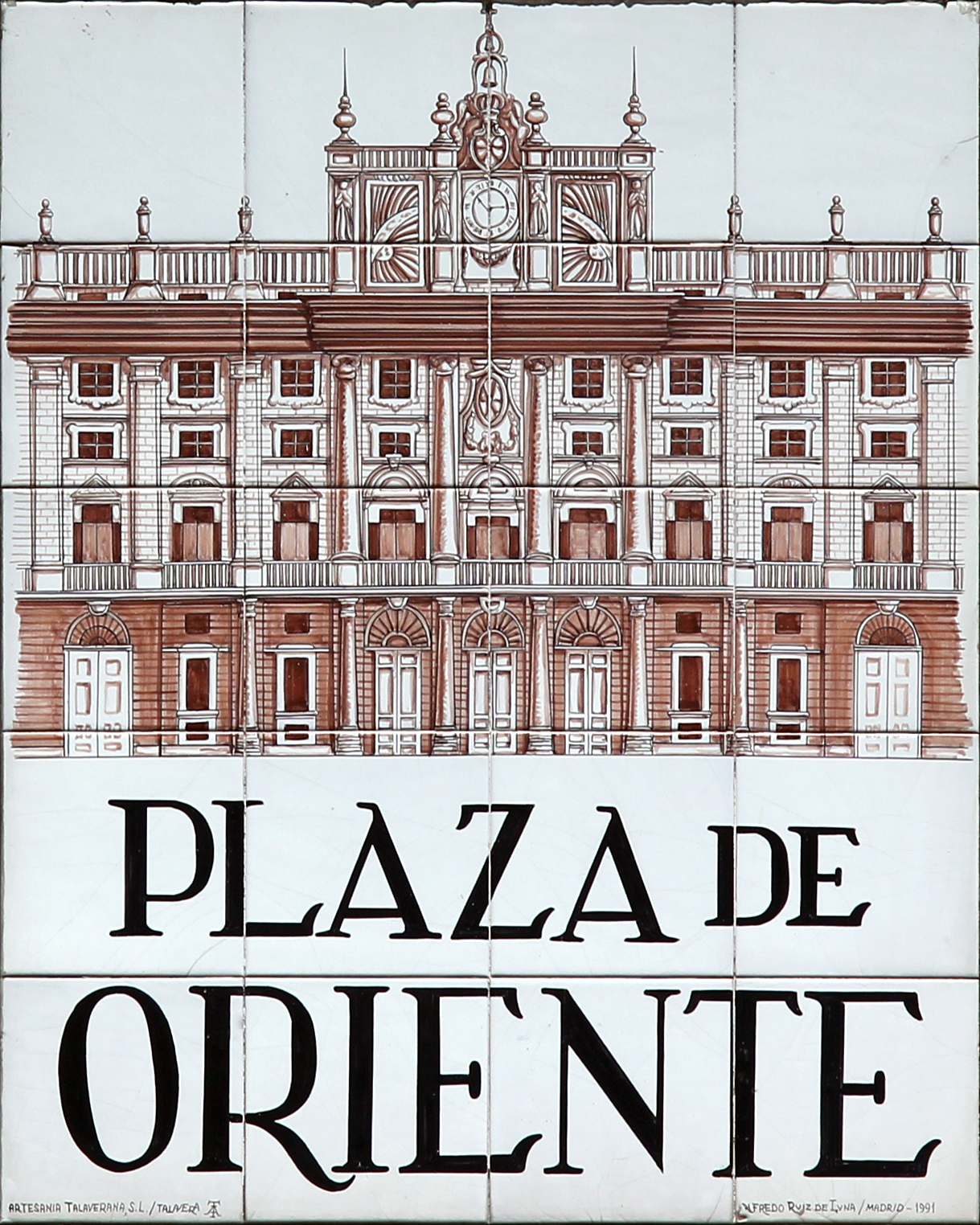
Placa de azulejos con el nombre de la plaza del ceramista Alfredo Ruiz de Luna

Existen varias teorías acerca de la denominación de esta plaza. La más aceptada alude a su situación geográfica, al oriente del Palacio Real. Por extensión, este edificio ha pasado a ser conocido como Palacio de Oriente. 
Otra hipótesis hace referencia al rey José I —que recibió el apelativo popular de Pepe Botella—, uno de los principales impulsores de la plaza, ya que fue él quien ordenó el derribo del caserío existente en los aledaños del Palacio Real. La posible pertenencia de José Bonaparte a la masonería y su obediencia al Gran Oriente de Francia se encontraría en el origen del nombre de la plaza, bautizada así en honor de dicha logia.

## Historia
La idea de realizar una gran plaza junto al Palacio Real de Madrid se remonta al siglo XVIII, con el proyecto de Juan Bautista Sachetti, uno de los arquitectos del edificio, de situar una zona ajardinada en su parte oriental. 
Durante el reinado de José Bonaparte, que se extendió desde 1808 hasta 1813, se acometieron las primeras demoliciones de manzanas en el entorno del palacio, dentro de un plan urbanístico de apertura del viario para toda la ciudad, que le valió al monarca el sobrenombre de Pepe Plazuelas (además del ya citado de Pepe Botella). 
Al impulso de Fernando VII se debieron las nivelaciones de tierras, el inicio de algunos edificios del contorno de la plaza y el derribo del teatro de los Caños del Peral (ubicado en la plaza de Isabel II). Su proyecto, diseñado en 1817 por Isidro González Velázquez, tenía como eje principal la construcción de un teatro (que después sería el Teatro Real) en el lado opuesto del palacio. Las obras de este coliseo comenzaron en 1818 y fueron dirigidas hasta 1831 por Antonio López Aguado, autor de su trazado. En lo que respecta a la plaza propiamente dicha, el proyecto de González Velázquez disponía una planta semicircular, articulada alrededor de un pórtico y seis manzanas de casas, tres a cada lado del teatro.

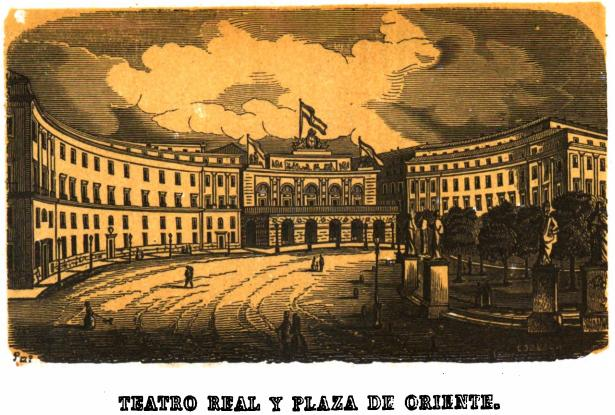
Plaza de Oriente a mediados del

En 1836, durante el reinado de Isabel II, se tomó la decisión de derribar los edificios comenzados en tiempos de Fernando VII y acometer un nuevo diseño, acorde con el Teatro Real. A pesar de que este edificio no se concluyó hasta 1850, su fachada occidental, la que da a palacio, fue un condicionante en todo momento en el trazado de la plaza.
En 1842, se barajó la posibilidad de realizar una plaza rectangular con cabecera curvada, cerrada por seis manzanas simétricas. Esta planta fue finalmente incorporada, si bien se redujo el número de manzanas a dos, una a cada lado del teatro, según el diseño definitivo de Narciso Pascual y Colomer (1844). En 1851, empezaron a construirse los edificios de viviendas del contorno de la plaza, a partir de este último proyecto.

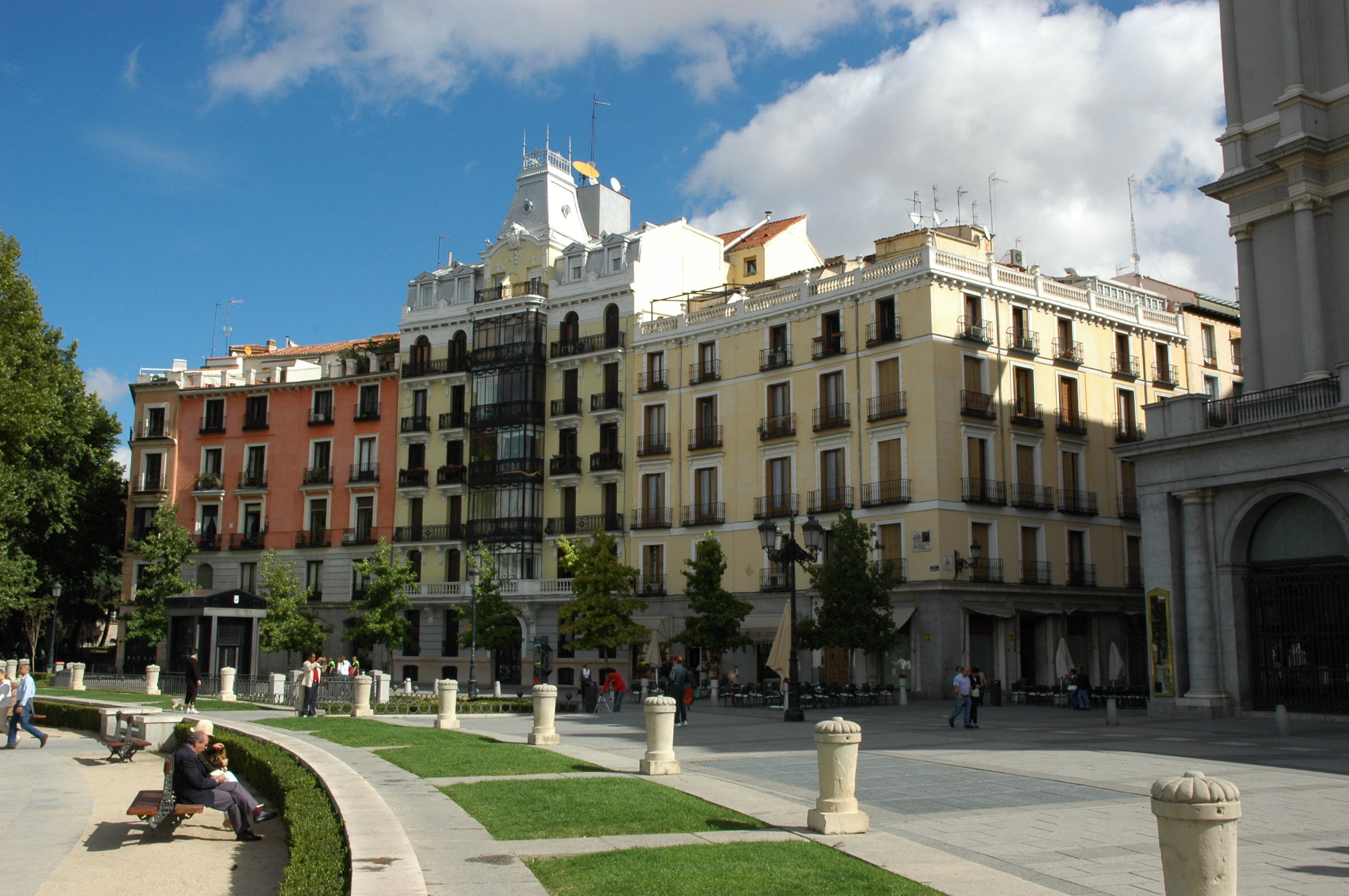
Edificios de viviendas construidos en la segunda mitad del, una vez aprobado el proyecto definitivo de Narciso Pascual y Colomer.

Los jardines de la plaza han sufrido importantes variaciones a lo largo del tiempo. Hasta 1941, se disponían circularmente alrededor del monumento a Felipe IV, que ocupa el centro del recinto. En torno a la estatua del monarca, estaban situadas 44 esculturas, correspondientes a diferentes reyes españoles, pero en 1927 se redujo su número a veinte.
El diseño actual de los jardines, creado en 1941, sigue tomando como punto de referencia la efigie de Felipe IV, pero distribuye los jardines cuadricularmente. Las veinte estatuas de los monarcas se sitúan longitudinalmente, en dos hileras de diez, a ambos lados del monumento central.
Durante los años del Tardofranquismo se convirtió en un símbolo político de quienes estaban a favor de la dictadura, debido a que era allí donde se realizaban las manifestaciones de ensalzamiento al dictador Franco. La plaza fue también testigo de la muerte del dictador, al realizarse en la misma una ceremonia castrense, con su féretro colocado en un camión del Ejército y desfilando ante él las tropas.

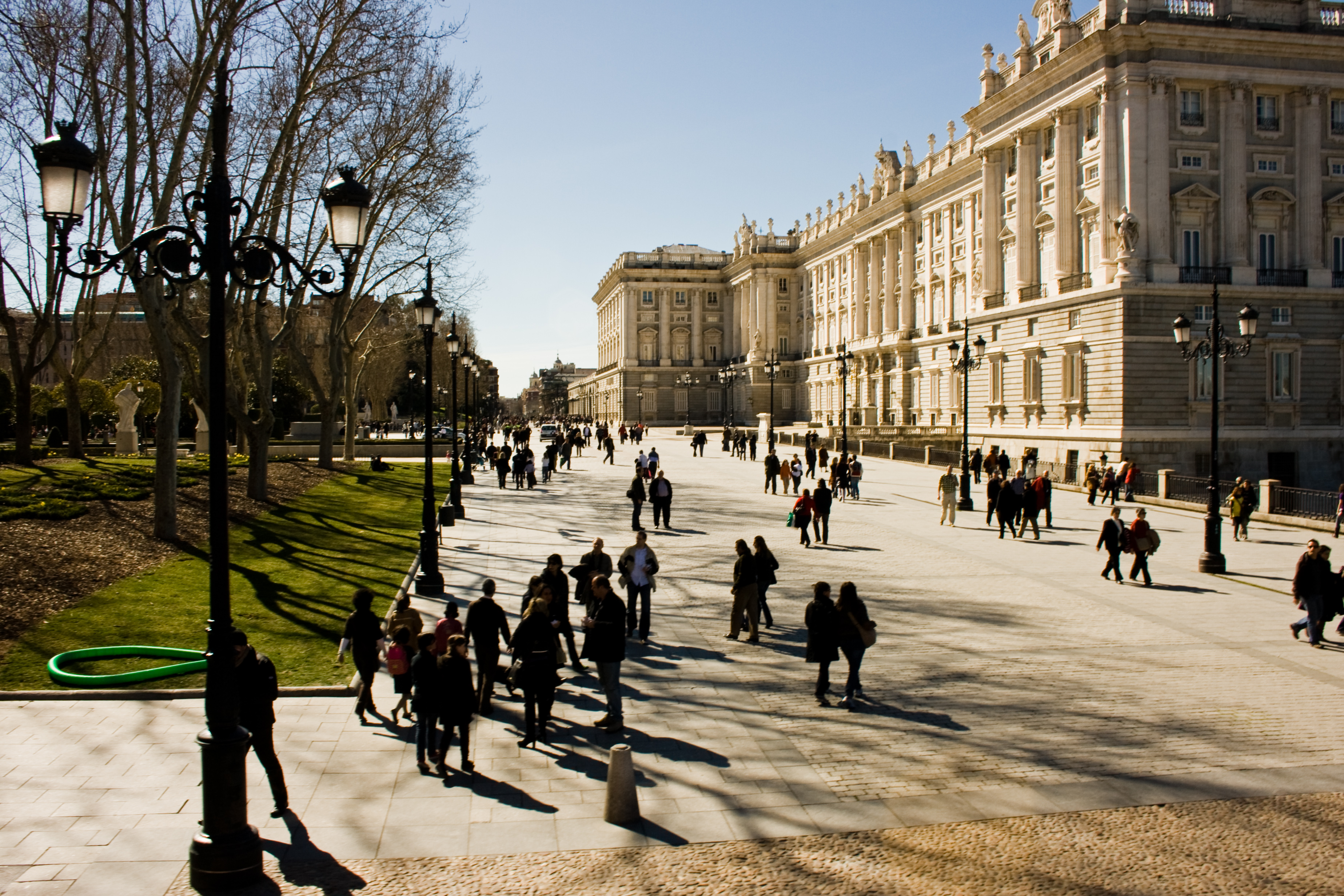
Espacio peatonal construido sobre la calle de Bailén. El soterramiento en 1996 de esta vía supuso la unión de la plaza de Oriente con el Palacio Real.

A mediados de los años 1990, durante el mandato del alcalde José María Álvarez del Manzano, la plaza conoció una importante remodelación, que supuso la plena peatonalización del espacio. Se soterró la calle de Bailén, que separaba la plaza propiamente dicha de la fachada oriental del Palacio Real, de tal forma que se hizo llegar la plaza directamente hasta este edificio. También se ganaron otros espacios peatonales en los aledaños del Teatro Real, al tiempo que se procedió a un nuevo empedrado. 
Bajo la plaza se construyó un aparcamiento subterráneo, dentro de un proyecto que inicialmente contemplaba la creación de un centro comercial en el subsuelo, idea que finalmente fue desestimada. Las obras de remodelación, basadas en el proyecto de Miguel de Oriol e Ybarra, concluyeron en 1996, y estuvieron envueltas de cierta polémica ante el descubrimiento de restos arqueológicos, algunos de los cuales fueron destruidos al considerarse de escaso valor. Sí se conservó, en medio del aparcamiento, la base de una atalaya islámica.

## Planta
La plaza de Oriente es de forma rectangular, si bien su cabecera, situada al este, se cierra formando una curva, presidida por el Teatro Real. Pueden distinguirse tres grandes cuadrantes: los jardines centrales, los jardines del cabo Noval y los jardines de Lepanto.

### Jardines centrales

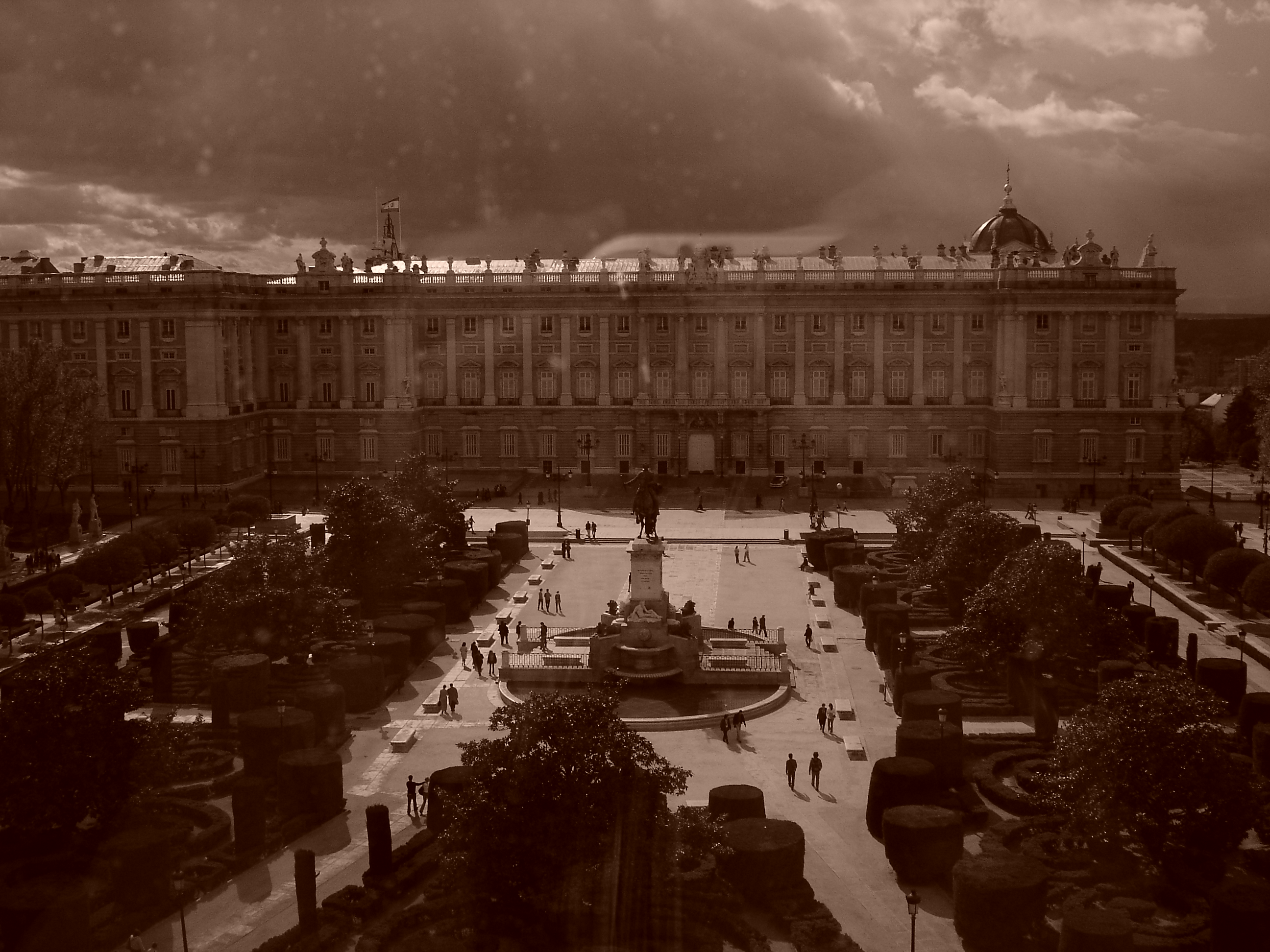
Los jardines se disponen en la actualidad en parterres, siguiendo el modelo barroco.

Los jardines centrales están dispuestos alrededor del monumento a Felipe IV, en forma de cuadrícula, siguiendo el modelo barroco de jardinería. 
Están conformados por siete parterres, poblados por setos de boj, formas toparias de cipreses, tejos y magnolios de pequeño tamaño, así como por plantaciones florales, de carácter temporal. Se encuentran delimitados a ambos lados por sendas hileras de estatuas, conocidas popularmente como los reyes godos, que actúan como línea de división de los otros dos cuadrantes.
Es la zona más monumental de la plaza de Oriente, tanto por los edificios que la flanquean (el Palacio Real aparece al oeste y el Teatro Real al este), como por el valor artístico de sus colecciones escultóricas.

#### Monumento a Felipe IV

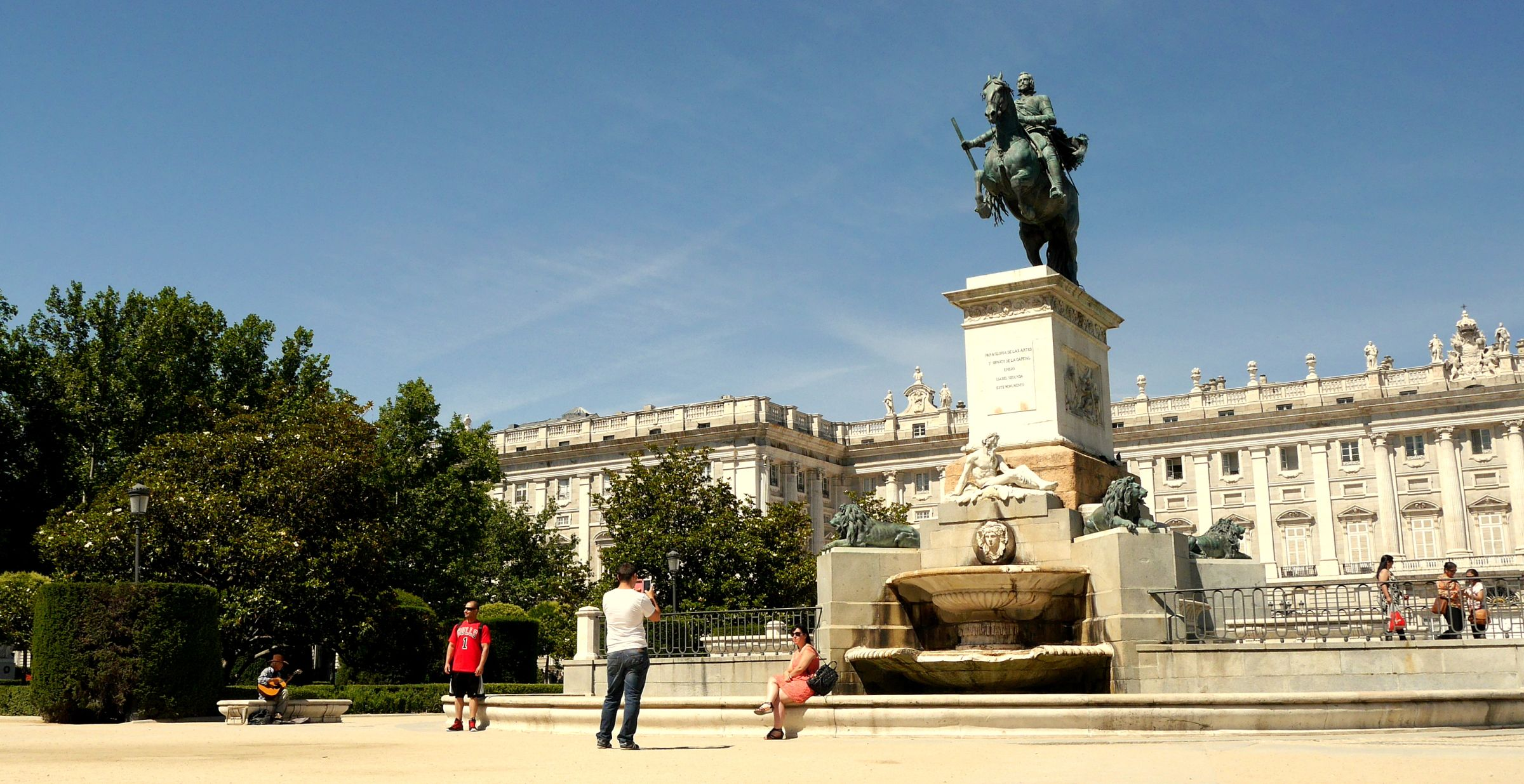
Vista del monumento a Felipe IV

En el centro de la plaza se encuentra un monumento a Felipe IV, sin duda alguna la obra artística más importante del recinto, al margen de los edificios del contorno. Está integrado por una estatua ecuestre del monarca, realizada en el siglo XVII por Pietro Tacca, y un pedestal con diferentes motivos escultóricos y dos fuentes, que datan del siglo XIX.
El conjunto fue inaugurado el 17 de noviembre de 1843, después de que Isabel II decidiera trasladar la citada escultura a la plaza de Oriente, dotándola de un soporte monumental. Sus autores fueron los escultores de cámara Francisco Elías Vallejo (1782-1850) y José Tomás (1795-1848). 

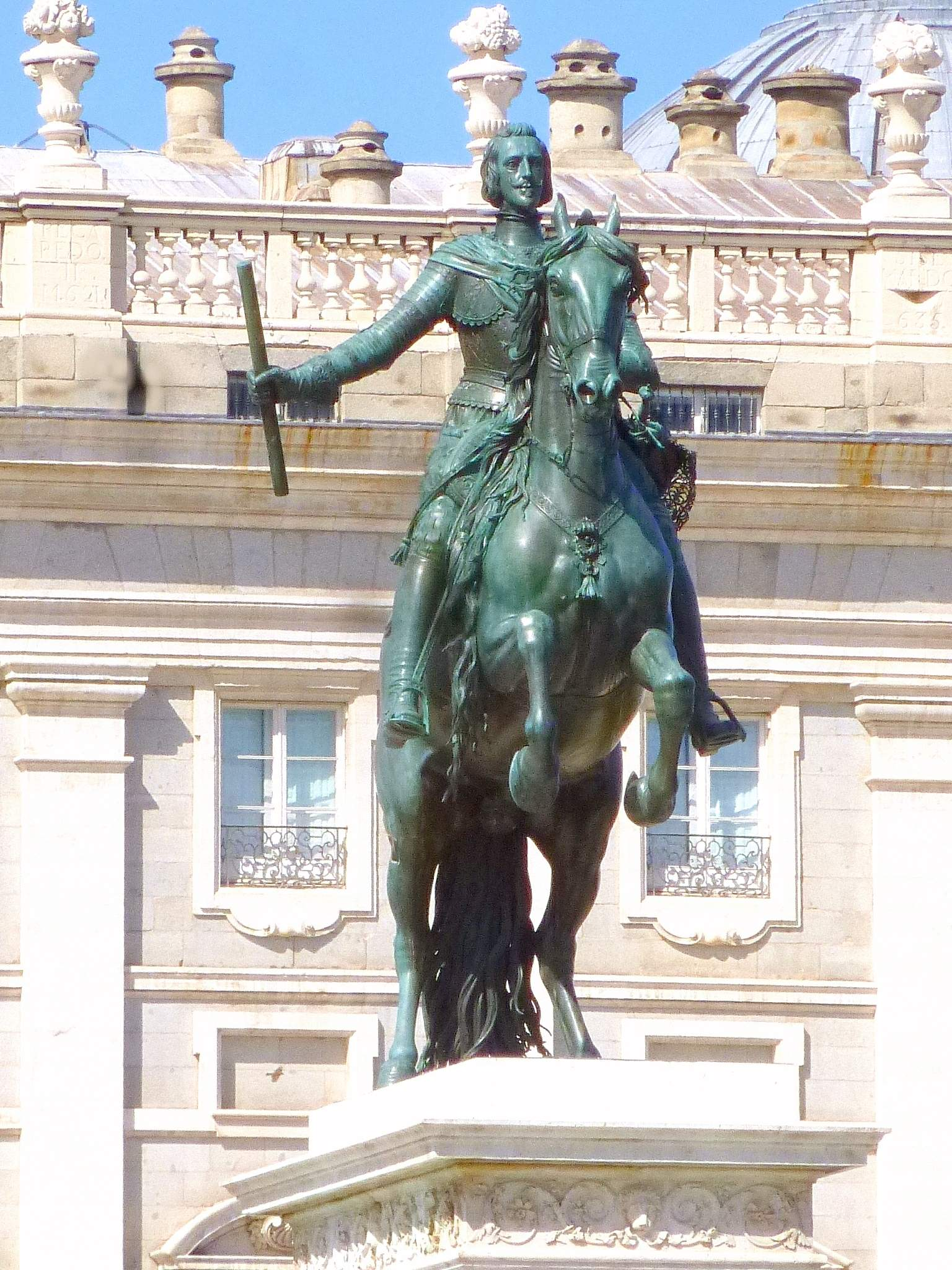
Detalle del monumento con el Palacio Real en segundo plano

El primero realizó los cuatro leones de bronce situados en las esquinas del monumento, mientras que el segundo esculpió los bajorrelieves que decoran el alto pedestal sobre el que se asienta la estatua. Uno de ellos representa al monarca imponiendo a Velázquez el hábito de la Orden de Santiago y el otro es una alegoría de la protección otorgada por el rey a las artes y letras. 
Asimismo, Tomás realizó la figura de un anciano vertiendo agua sobre una urna, simbolizando un río. En la base del monumento, hay dos fuentes con forma de concha, en los lados este y oeste.
La estatua ecuestre de Felipe IV es de bronce y está dispuesta mirando hacia el este, esto es, hacia el Teatro Real. Fue ejecutada entre 1634 y 1640 por el italiano Pietro Tacca (1577-1640), al cual le enviaron como modelos dos retratos del rey pintados por Velázquez, uno a caballo y otro de medio cuerpo. Fue fundida en Florencia (Italia).
El escultor contó con el asesoramiento de Galileo Galilei para que el caballo que monta el monarca pudiese mantenerse exclusivamente sobre sus patas traseras. La solución dada por el físico consistió en hacer maciza la parte trasera y hueca la delantera. Se trata de la primera escultura ecuestre del mundo con esta disposición.
La obra se colocó inicialmente en uno de los patios del Palacio del Buen Retiro y, posteriormente, en el frontispicio del antiguo alcázar. Durante el gobierno de don Juan José de Austria volvió a su primer emplazamiento, donde permaneció hasta 1843.

#### Estatuas de los reyes españoles
La plaza alberga una colección escultórica de veinte reyes españoles, correspondientes a cinco visigodos y a quince monarcas de los primeros reinos cristianos de la Reconquista. Estas estatuas, realizadas en piedra caliza, se distribuyen en dos hileras, que surcan el recinto en dirección este-oeste, a ambos lados de los jardines centrales. 

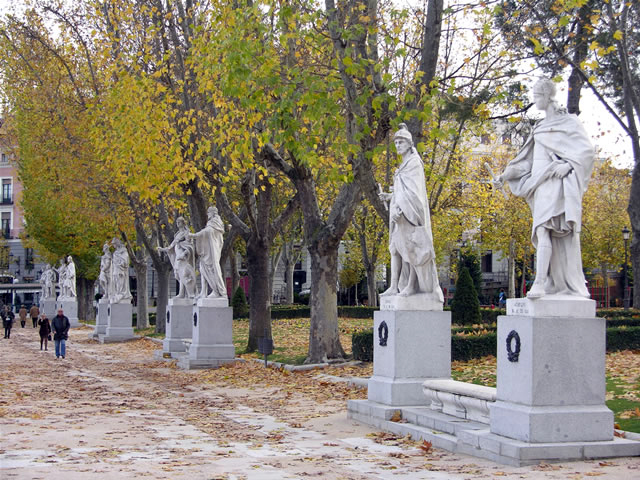
Hilera con varias de las estatuas

Conocidas popularmente como los reyes godos, marcan la línea de división entre el cuerpo central de la plaza y los Jardines del cabo Noval, al norte, y de Lepanto, al sur. 
El grupo de estatuas forma parte de una serie dedicada a todos los monarcas de España, mandada hacer para la decoración del Palacio Real durante el reinado de Fernando VI. Se ejecutaron entre 1750 y 1753. 
En un principio, la idea era que las esculturas adornasen la cornisa superior del palacio. Sin embargo, tras colocar algunas de ellas en lo alto del edificio, se temió que la cubierta no aguantase su peso, así que todas ellas fueron finalmente distribuidas por distintos puntos de Madrid (incluyendo la Plaza de Oriente) y de otras ciudades españolas. La tradición sostiene que las estatuas fueron recolocadas porque Isabel de Farnesio, madre del futuro rey Carlos III, tuvo una pesadilla en la que las figuras caían desde la cornisa, matando a varios miembros de la familia real.
En Madrid pueden verse, además de en la propia plaza de Oriente, en el parque de El Retiro y en los jardines de Sabatini. Algunas se llevaron a otras provincias, caso de las situadas en el paseo de Sarasate de Pamplona, referidas a los reyes navarros, o también en el paseo del Espolón de Burgos y también al parque de la Florida de Vitoria.
Las estatuas fueron realizadas, bajo la dirección de los escultores de la Corte Juan Domingo Olivieri y Felipe de Castro, por un numeroso grupo de autores, entre los que se encuentran Luis Salvador Carmona, Felipe del Corral, Juan de Villanueva Barbales, Alejandro Carnicero, Roberto Michel, Juan Porcel y Juan Pascual de Mena, además de los propios Olivieri y De Castro.

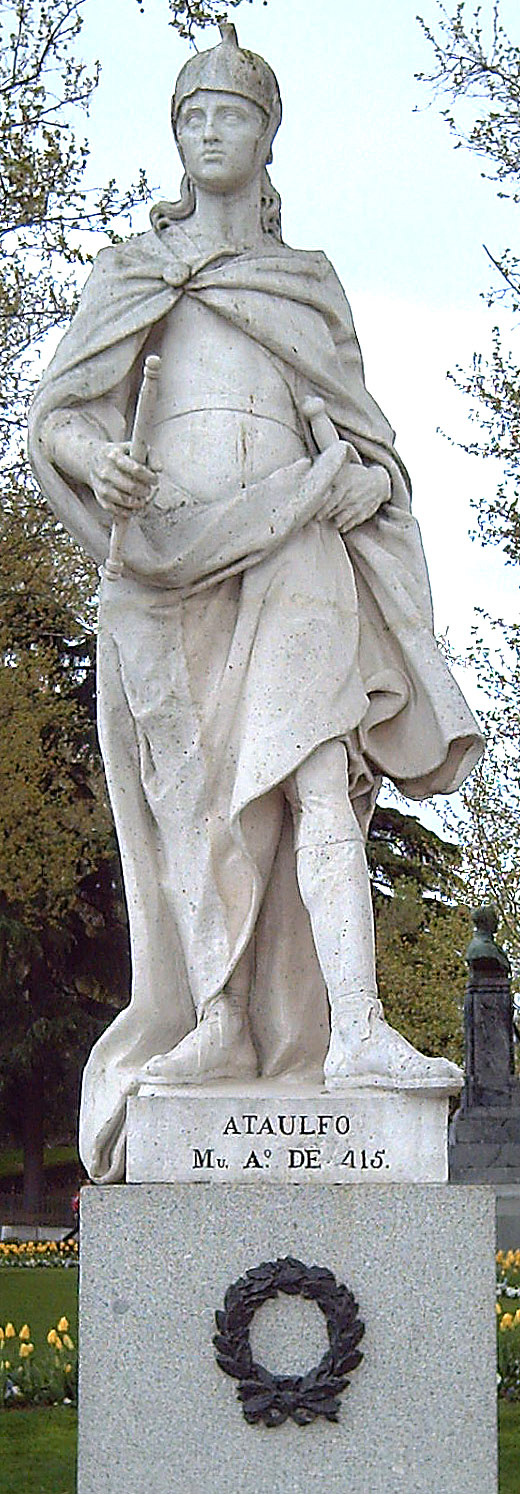
1 Atáulfo († 415)
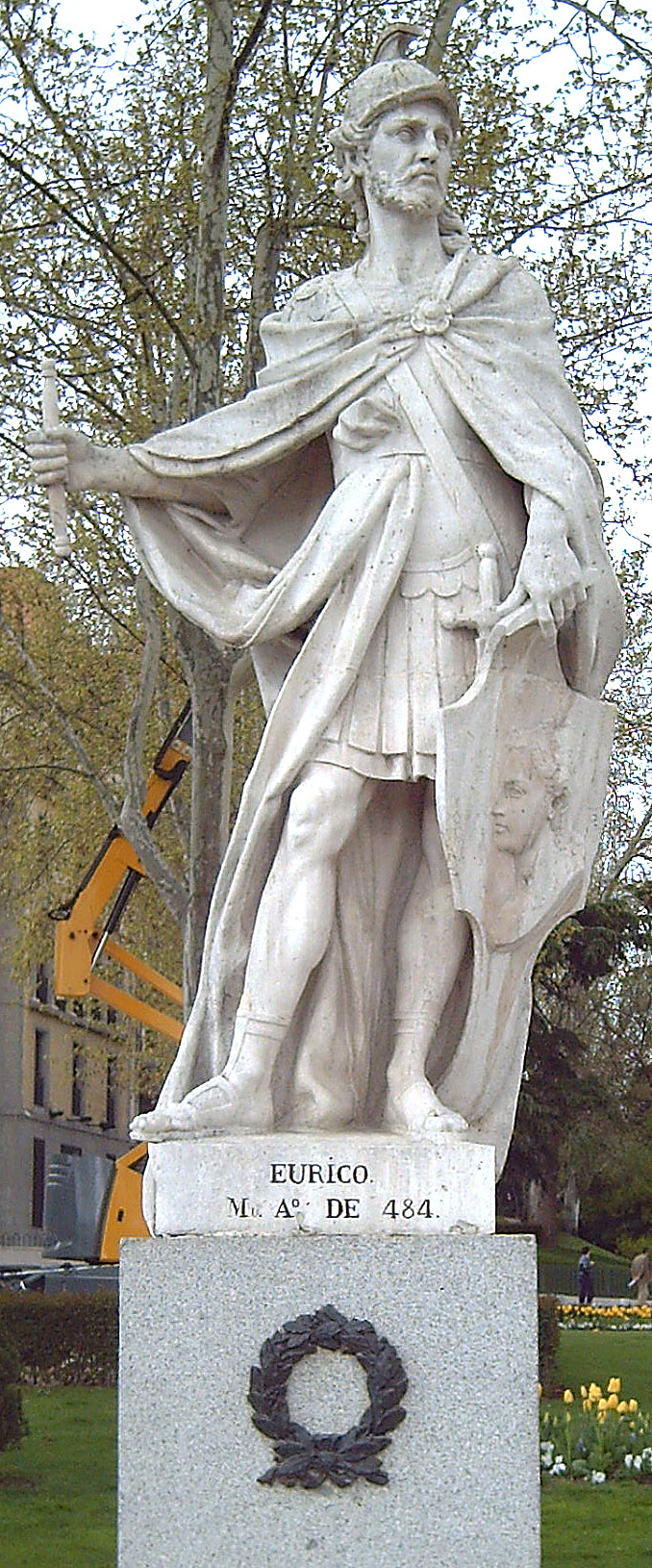
2 Eurico († 484)
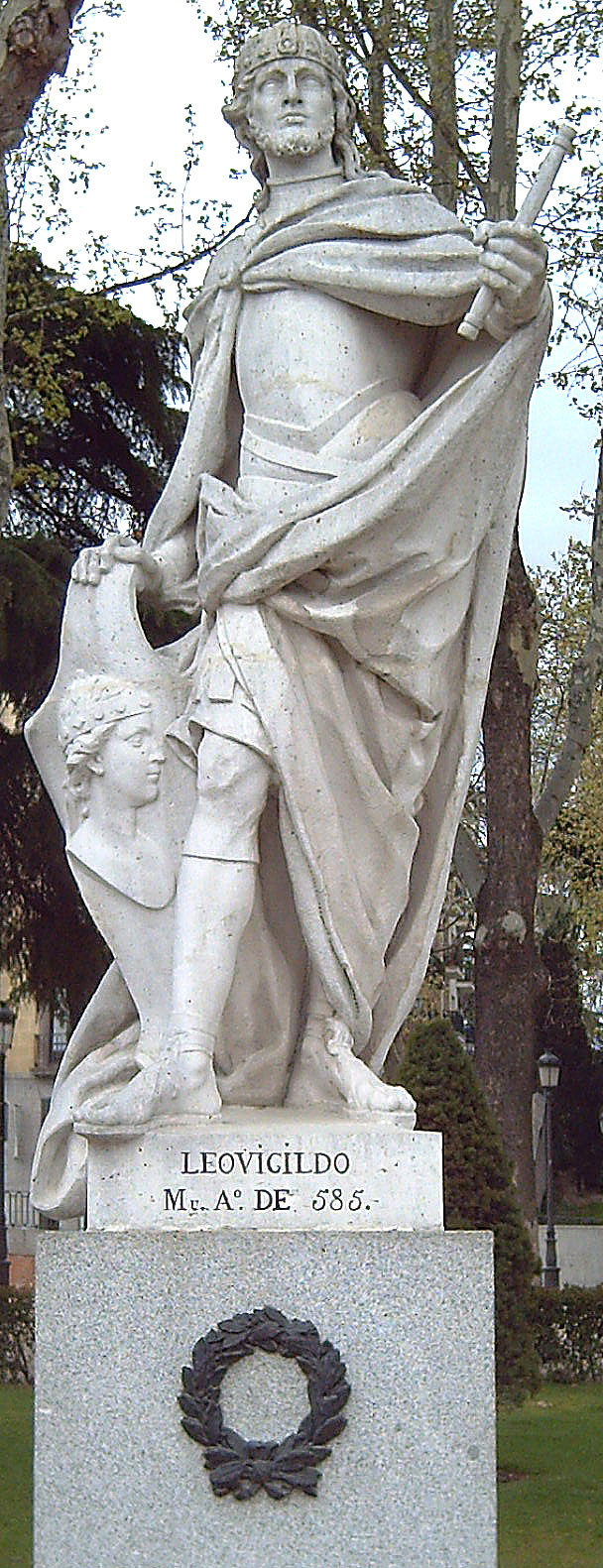
3 Leovigildo († 585)
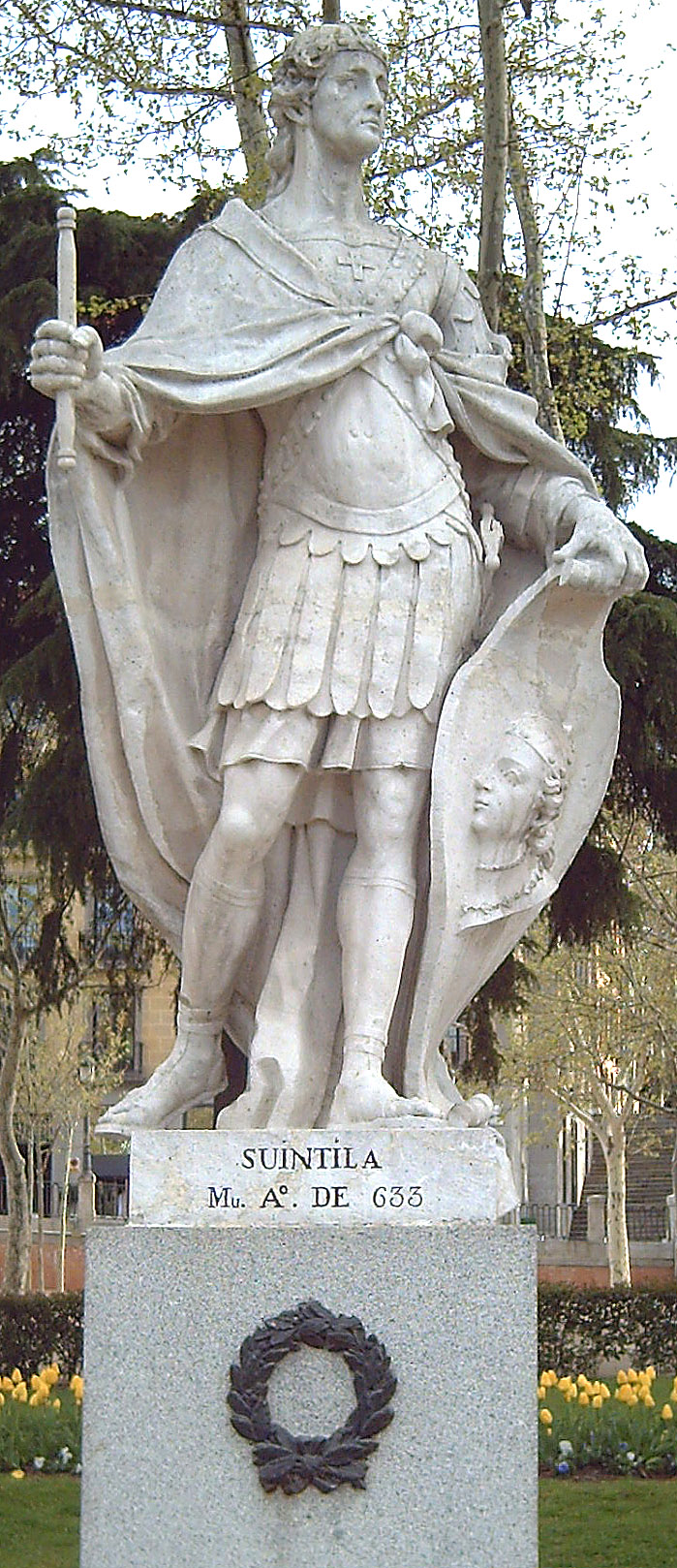
4 Suintila († 633)
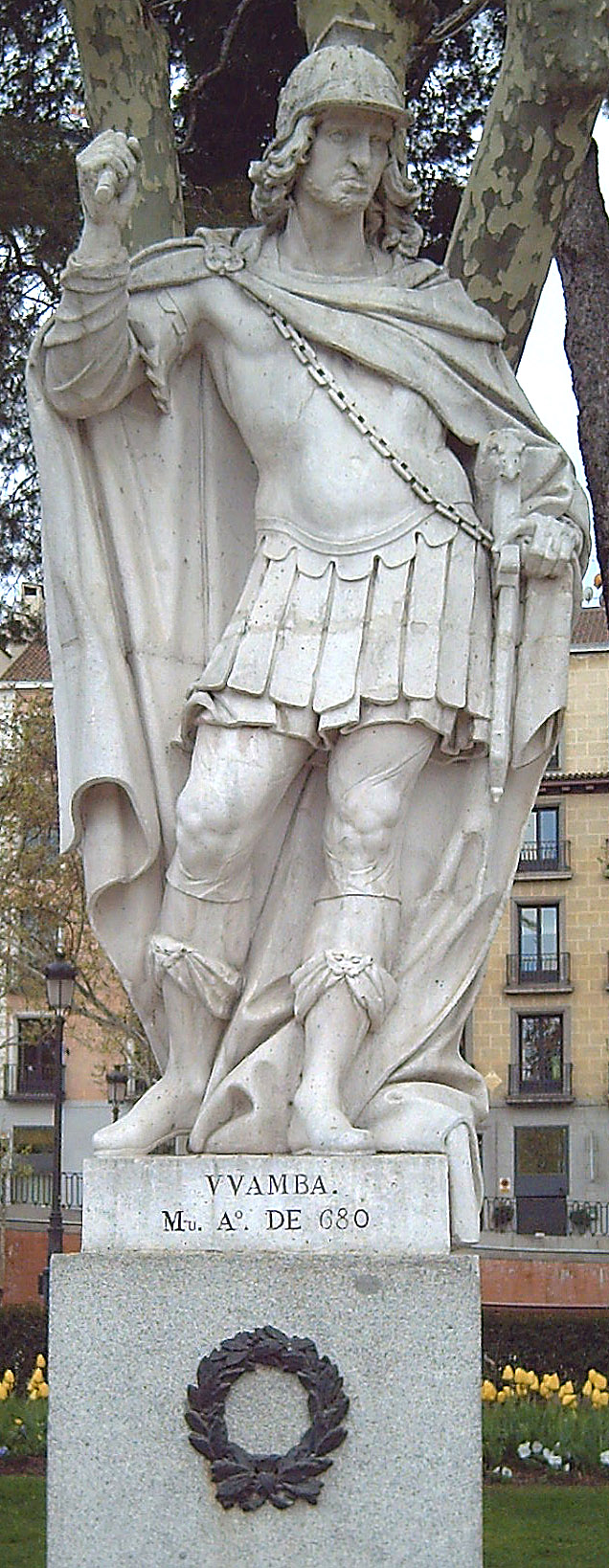
5 Wamba († 680)
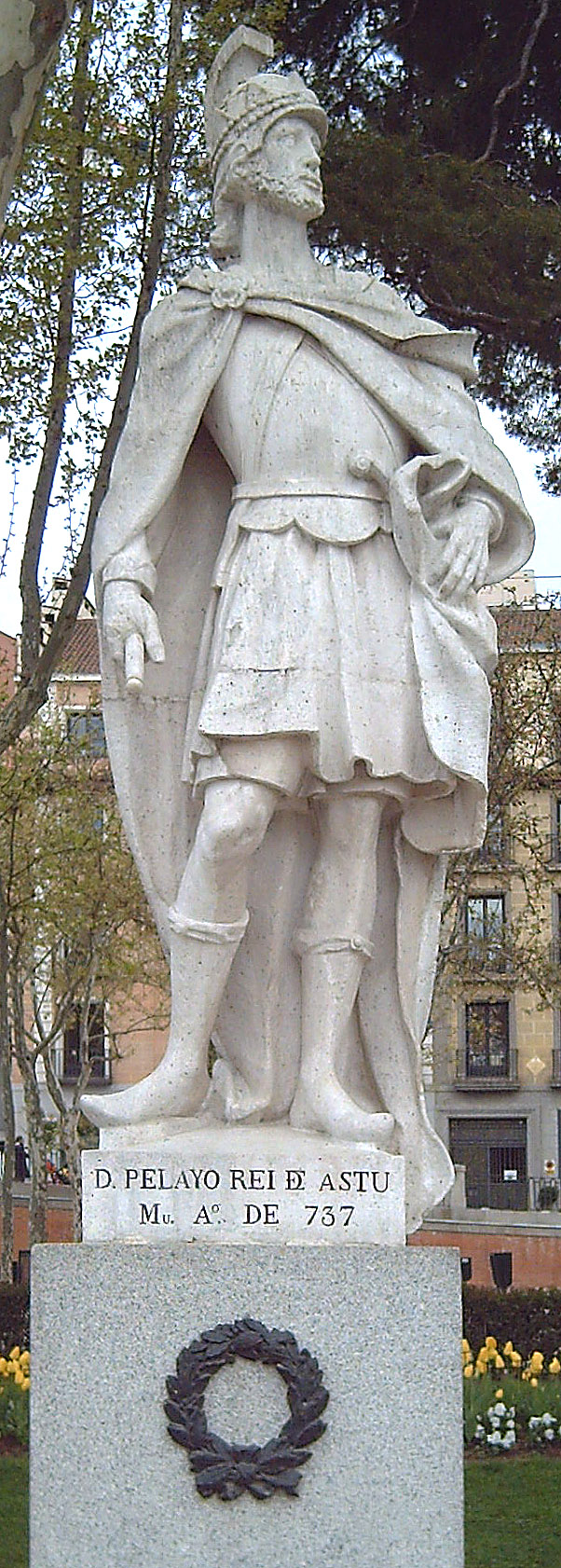
6  Don Pelayo († 737)
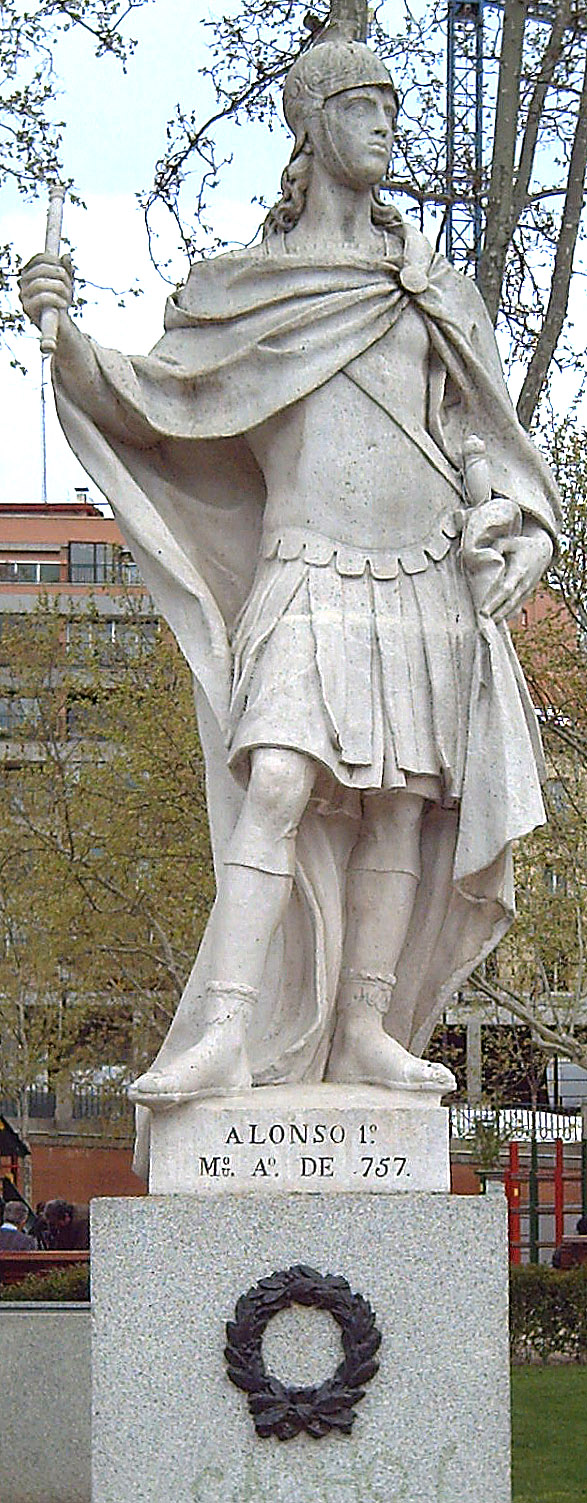
7 Alfonso I  († 757)
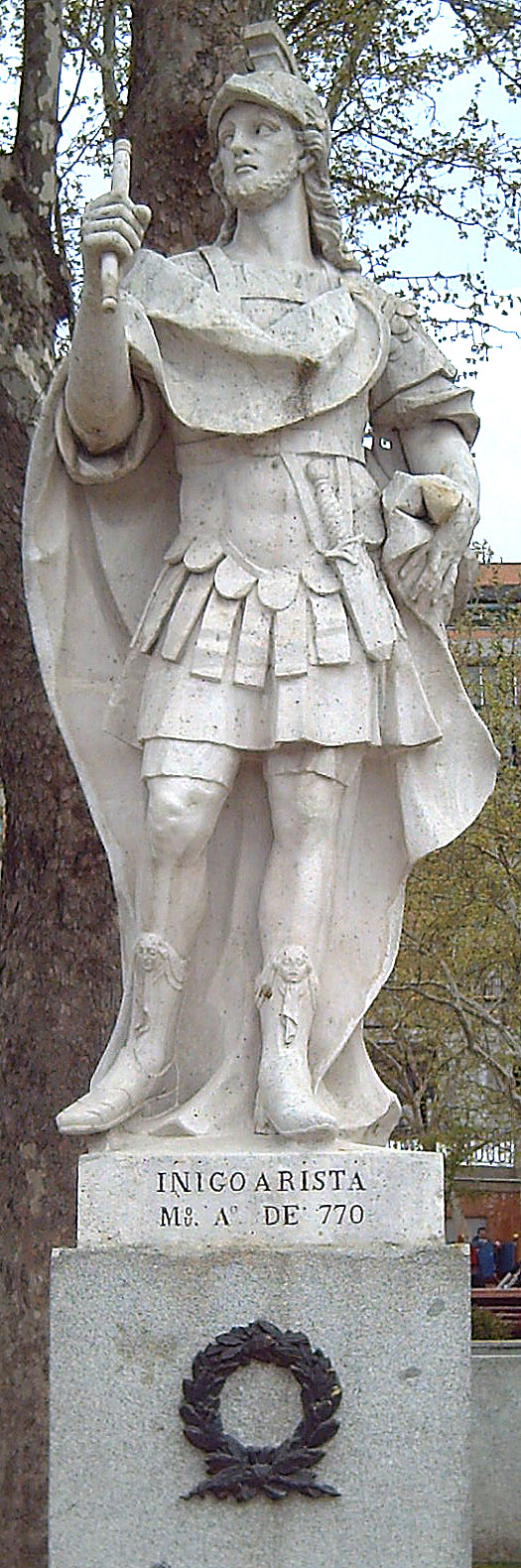
8 Íñigo Arista de Pamplona  († 770)
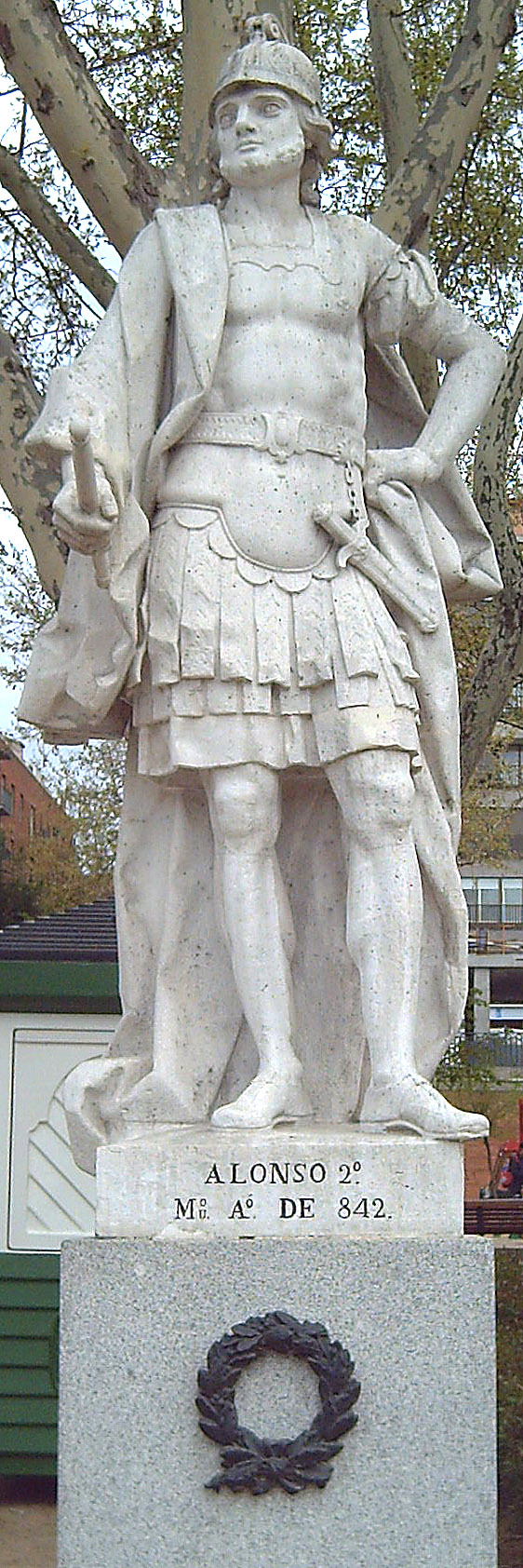
9 Alfonso II de Asturias († 842)
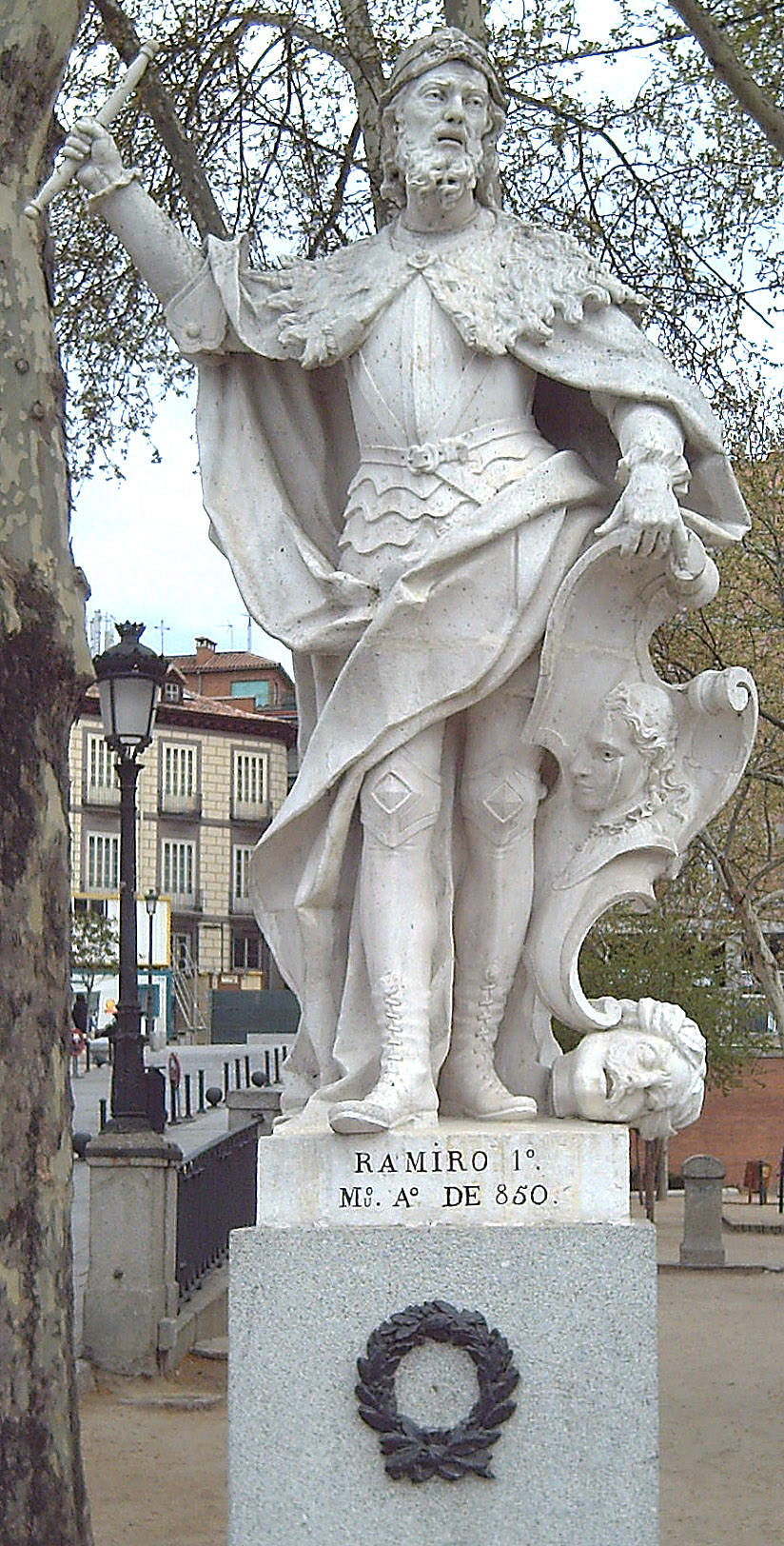
10 Ramiro I de Asturias († 850)
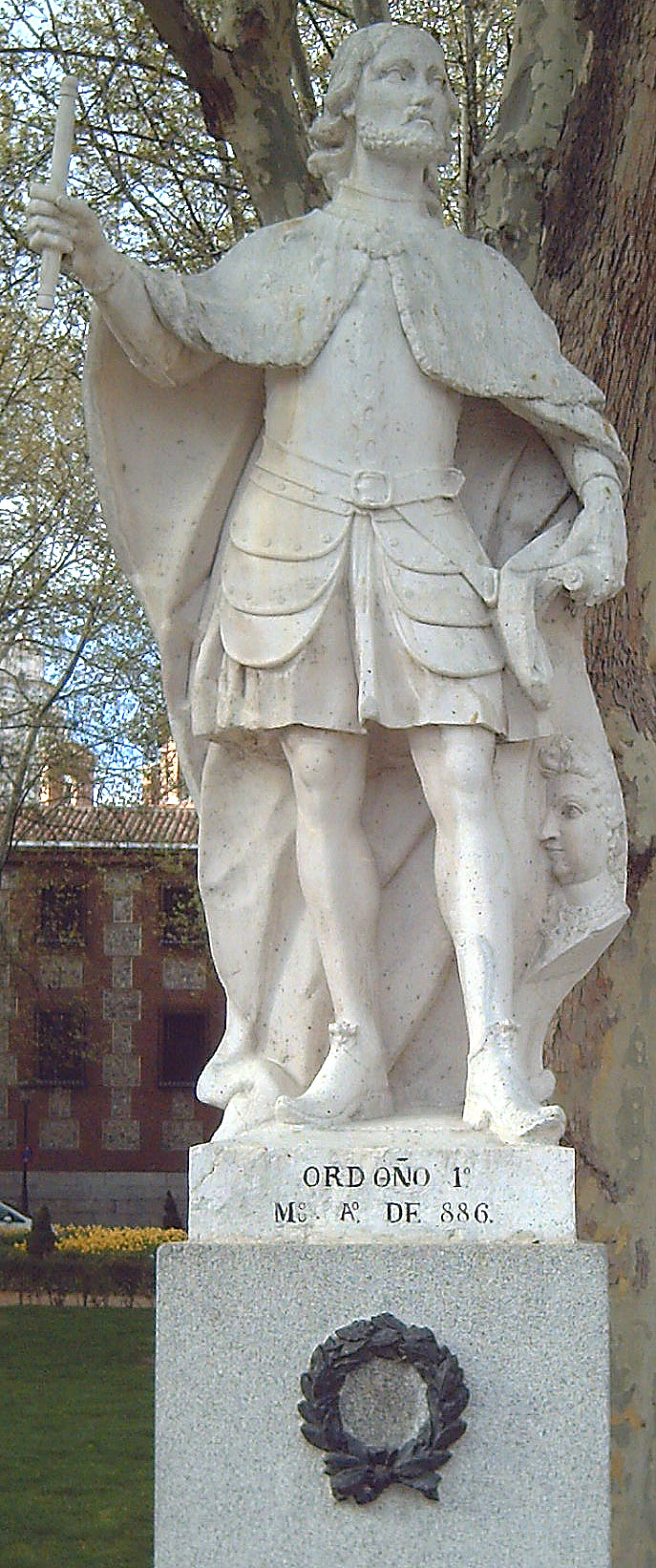
11 Ordoño I de Asturias († 886)
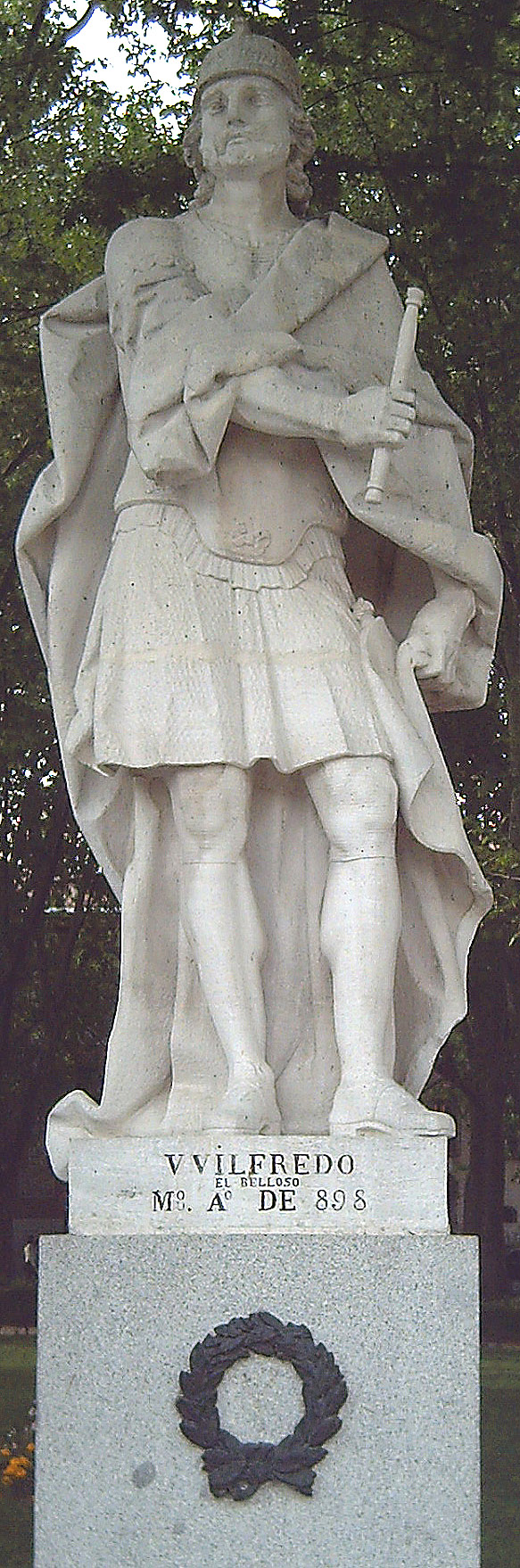
12 Wifredo el Velloso († 898).
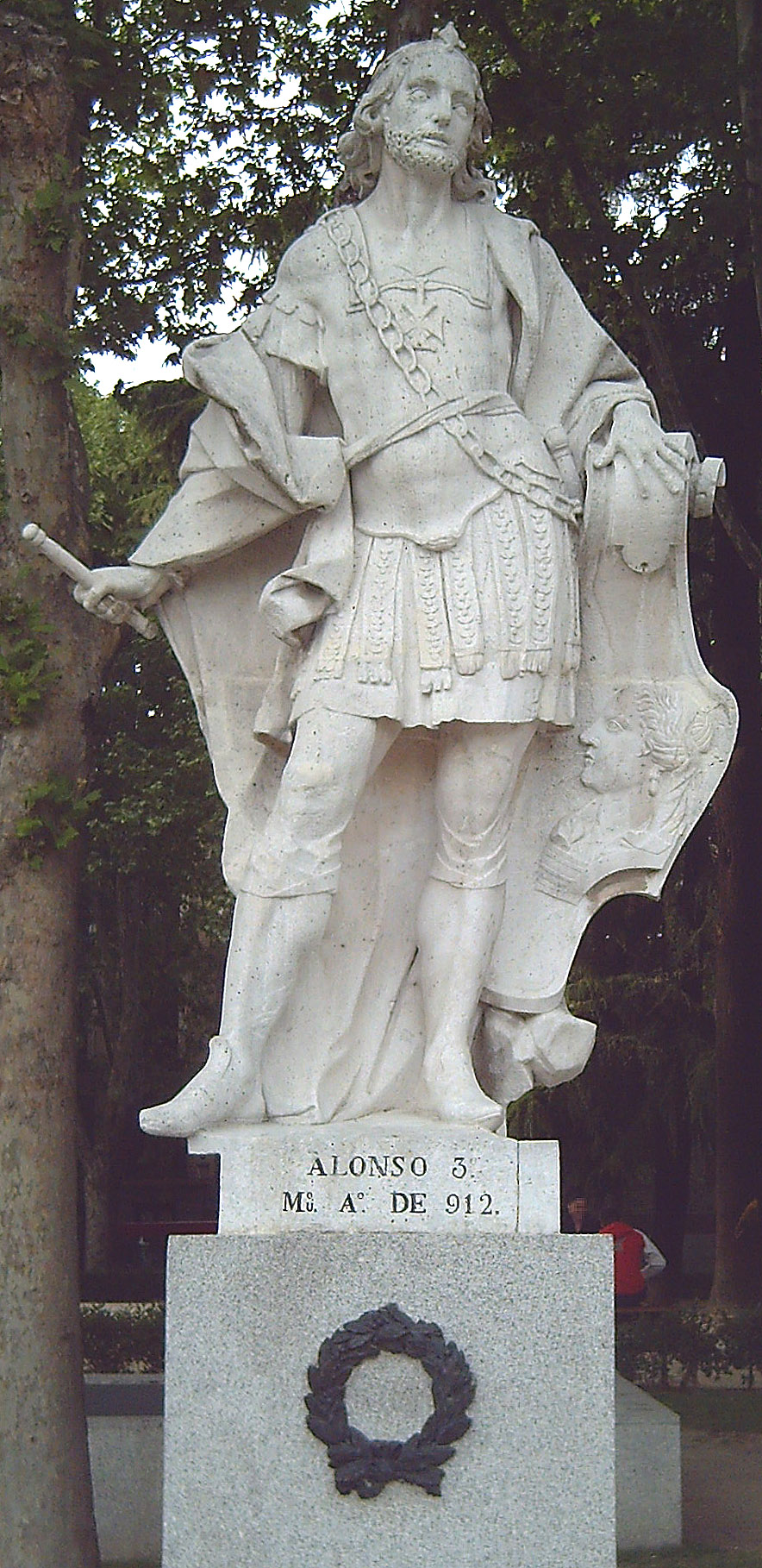
13 Alfonso III de Asturias († 912)
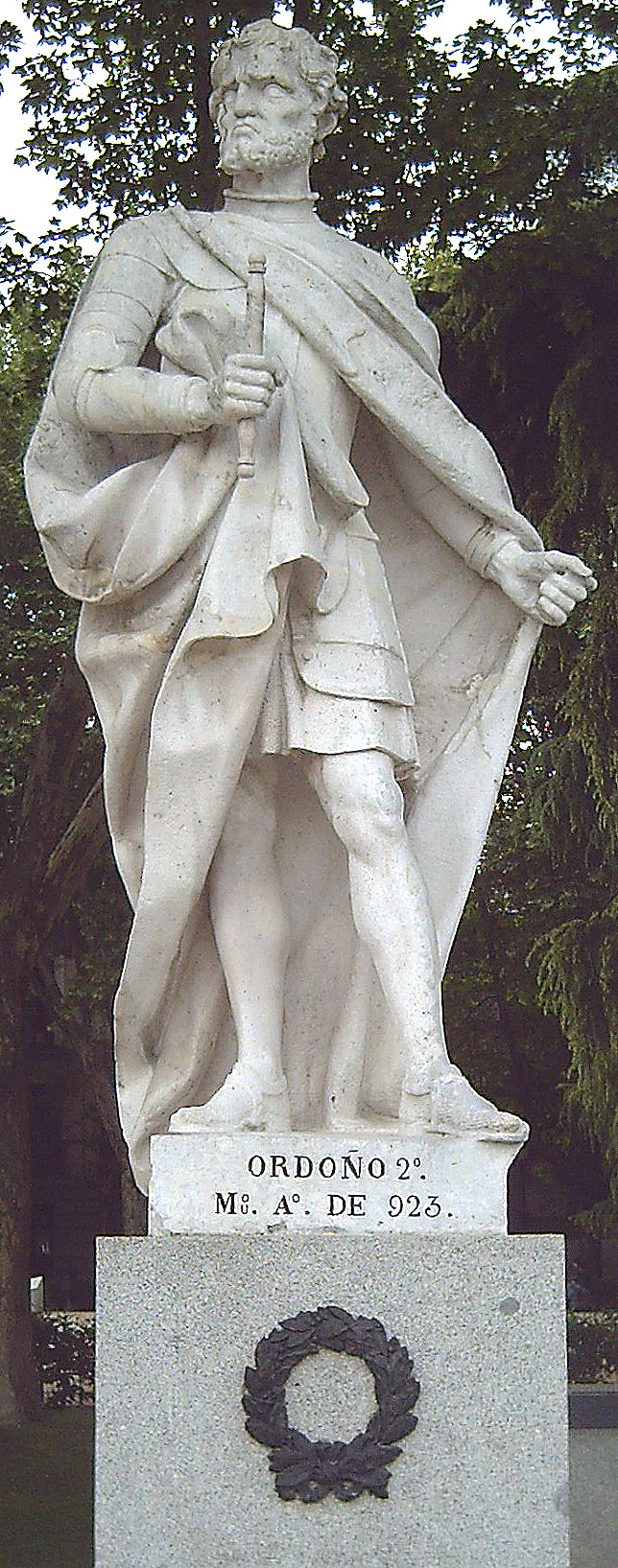
14 Ordoño II de León († 923)
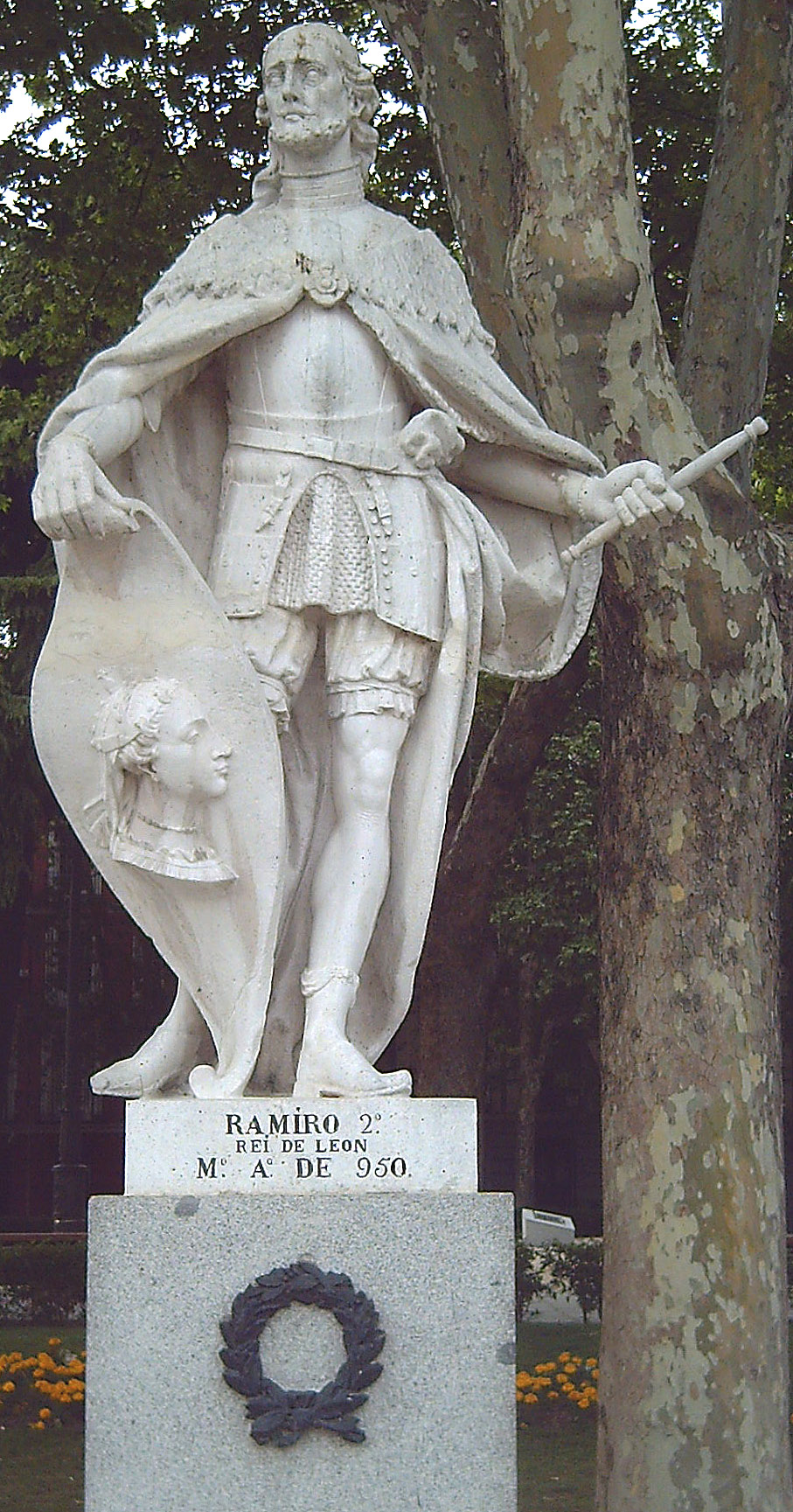
15 Ramiro II de León  († 951)
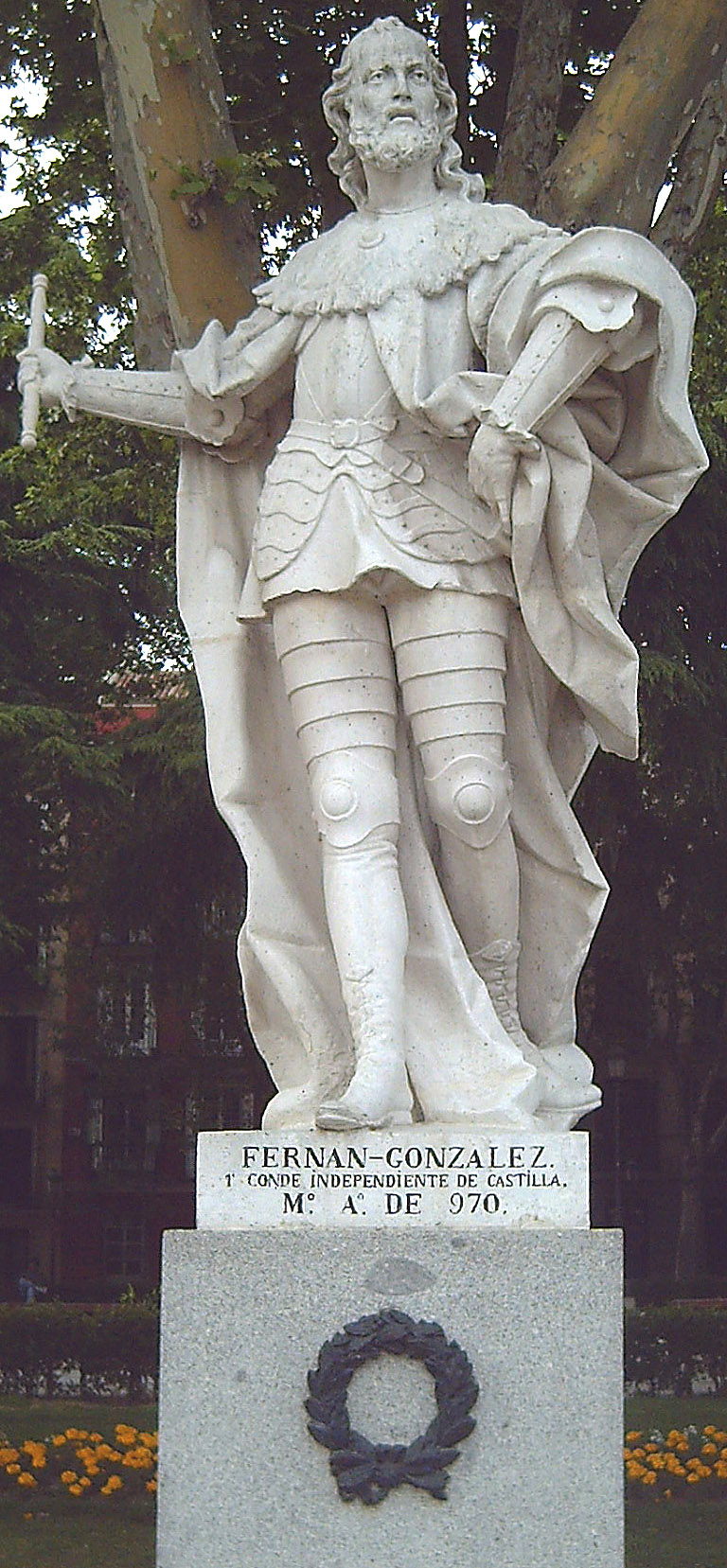
16 Fernán González de Castilla († 970)
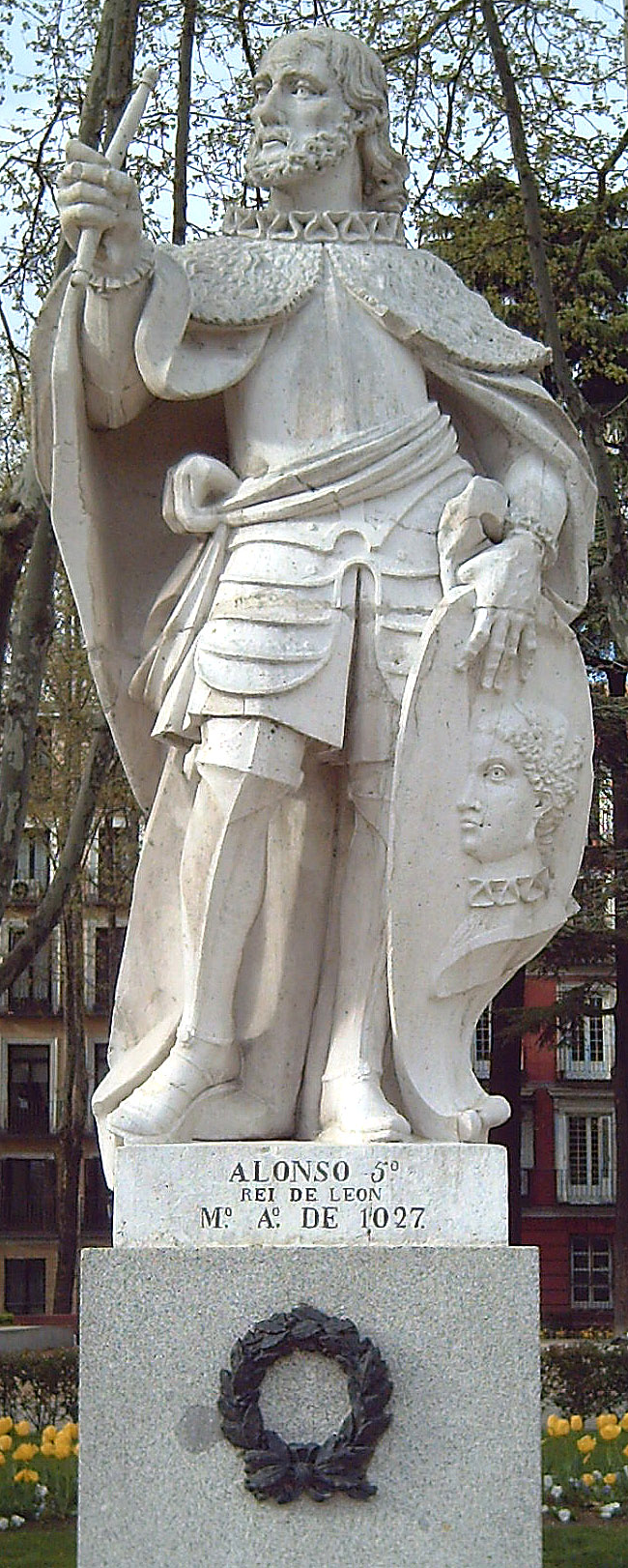
17 Alfonso V de León († 1027)
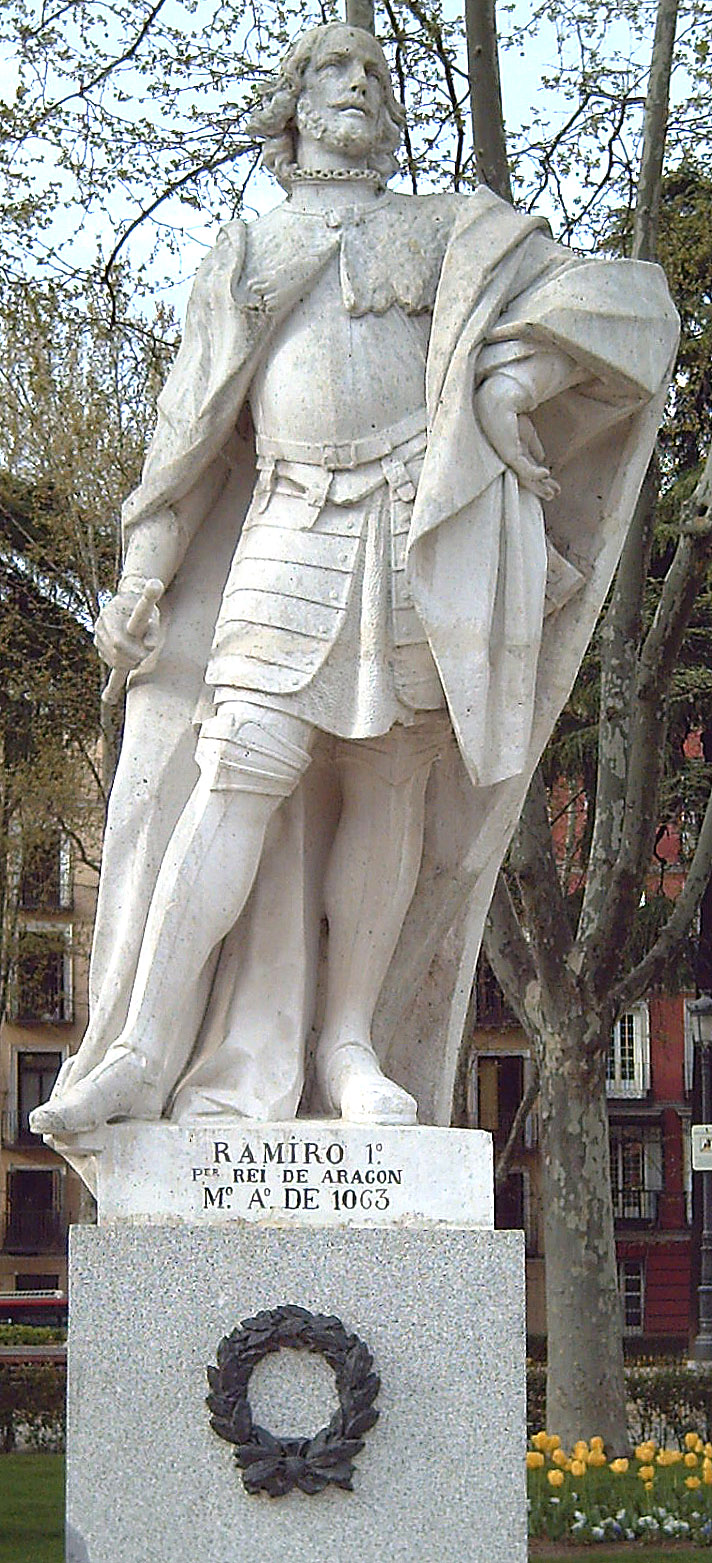
18 Ramiro I  de Aragón († 1063)
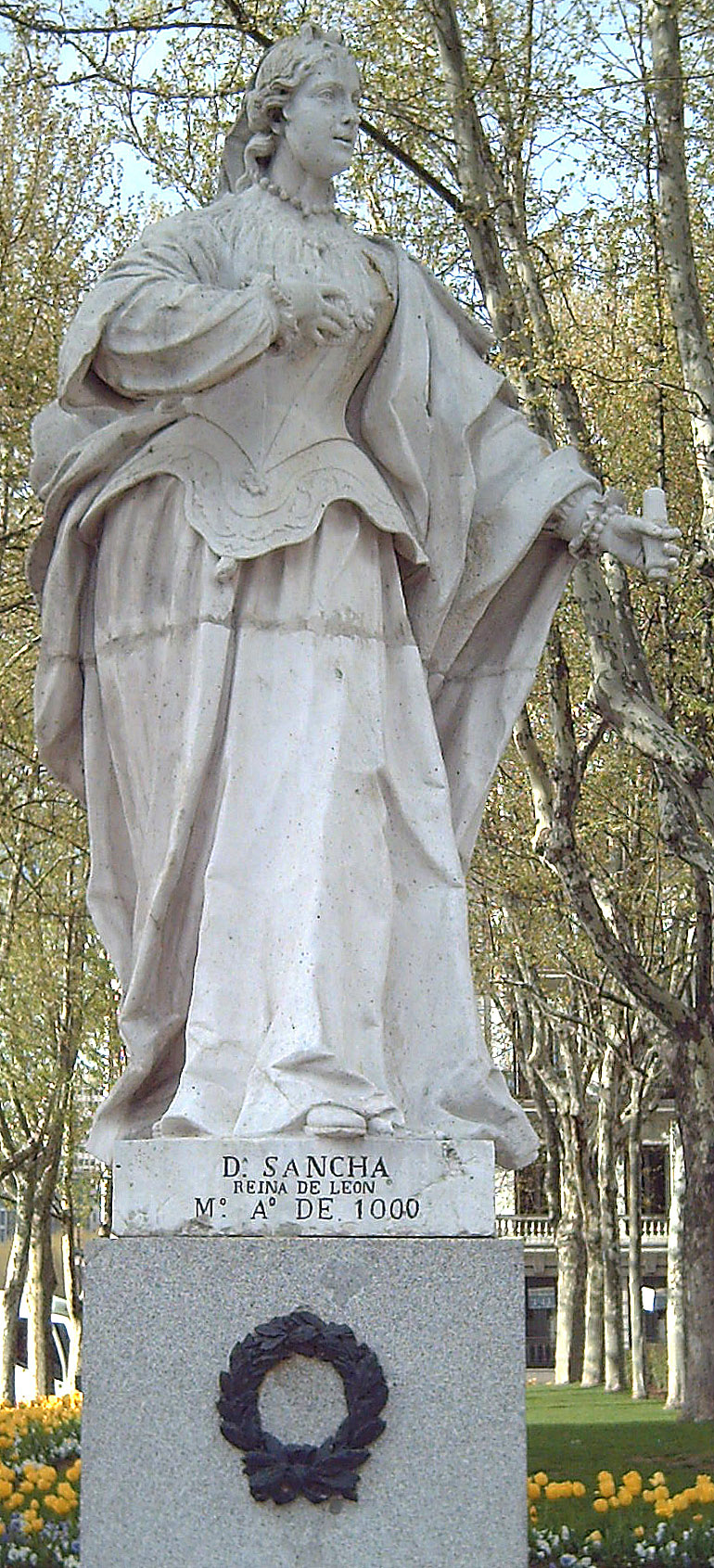
19 Sancha de León († 1000)
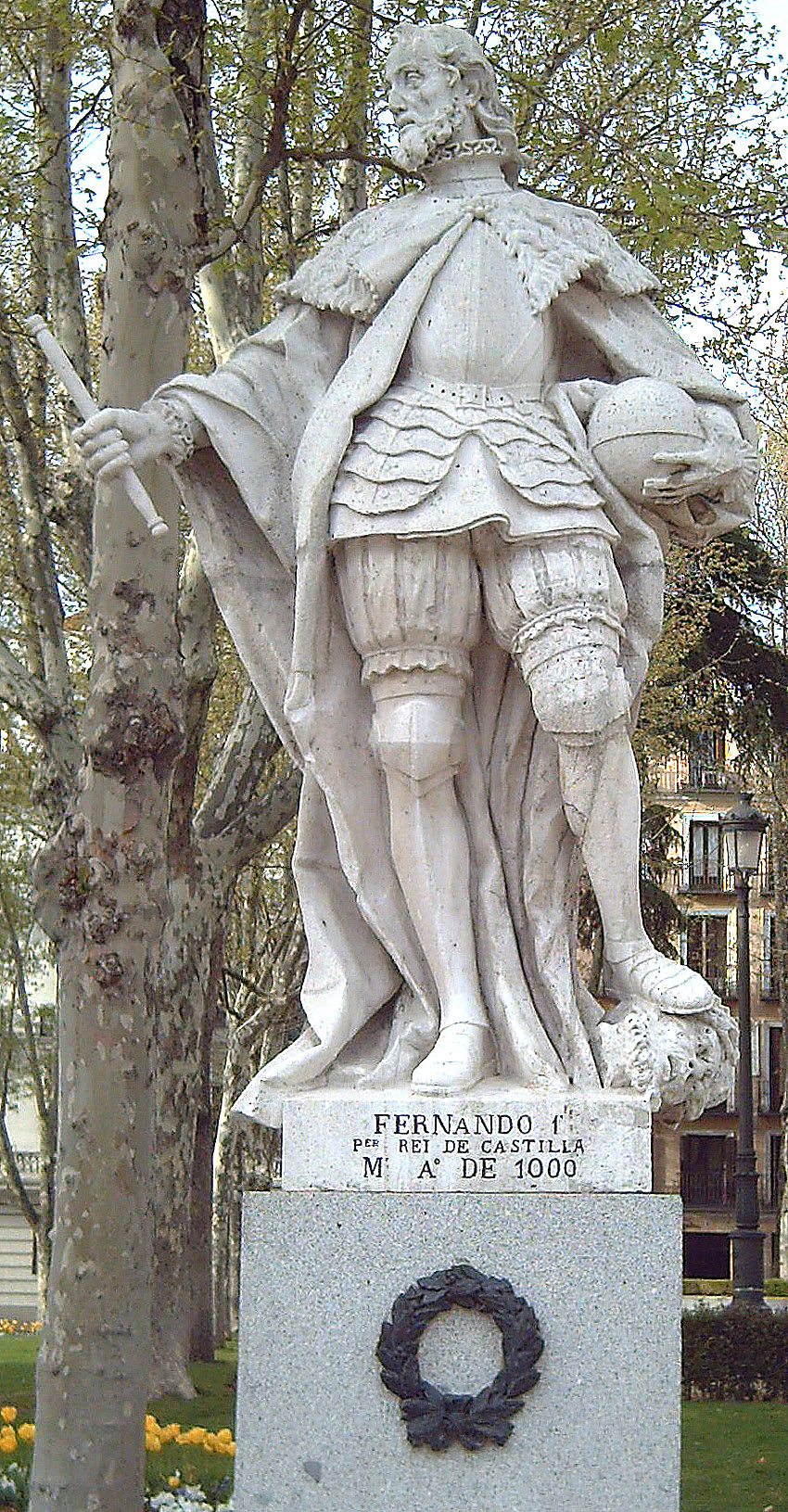
20 Fernando I de León y Castilla († 1000)

### Jardines del cabo Noval
Los jardines del cabo Noval, integrados principalmente por plantaciones de plátanos, ocupan la parte septentrional de la plaza de Oriente, junto a la calle de San Quintín, por la que está permitido el tráfico rodado. 
Se extienden sobre terrenos que en su momento pertenecieron al Real Monasterio de la Encarnación, que da a los jardines a través de su fachada meridional. En su lado occidental, quedan delimitados por la calle de Bailén y la balaustrada que separa esta vía de los jardines de Sabatini, situados al norte del Palacio Real. Al este, se encuentra la calle de Pavía.
Sus mayores valores artísticos provienen del monumento allí situado, erigido en 1912 en memoria del cabo Luis Noval Ferrao (1887-1909) fallecido en la guerra de Melilla, del que toman su nombre. Se trata de una obra del escultor valenciano Mariano Benlliure (1862-1947). Mide 6,5 m de alto y está realizada en piedra y bronce. El monumento fue restaurado en su totalidad en 1980 por el escultor Miguel Ángel López Calleja. En 2021 se sometió a un nuevo saneamiento, colocando en esta ocasión una verja perimetral.

### Jardines de Lepanto

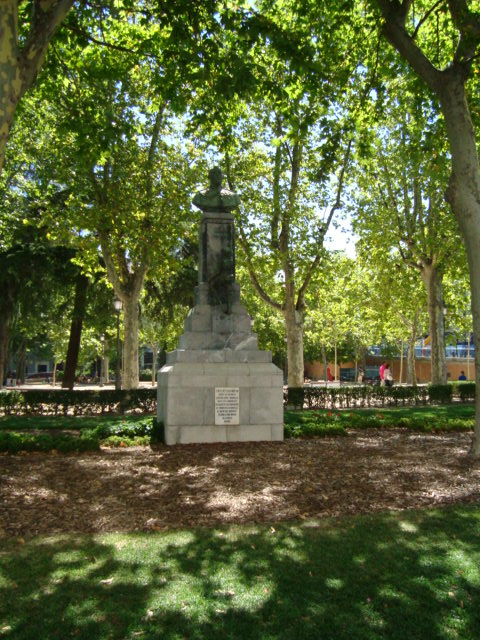
Monumento a Ángel Melgar en los jardines de Lepanto

Los jardines de Lepanto se encuentran en la parte meridional de la plaza. Quedan definidos por la calle de Bailén, que discurre al oeste, en paralelo con la arquería de la plaza de la Armería; y por la calle de Vergara, que aparece al sur, a través de una rampa, construida para salvar el desnivel del terreno. Al este se halla la calle de Lepanto, que les presta su nombre.
Como los jardines del cabo Noval, los de Lepanto integran plantaciones de plátanos, de gran tamaño, además de diferentes cedros. Sobre ellos se alza el monumento al capitán Ángel Melgar (1876-1909), obra en bronce y mármol de Julio González Pola (1860-1929), inaugurada en 1911 por el rey Alfonso XIII.

## Edificios
A continuación se destacan los edificios más relevantes situados en el perímetro de la plaza de Oriente:

### Palacio Real

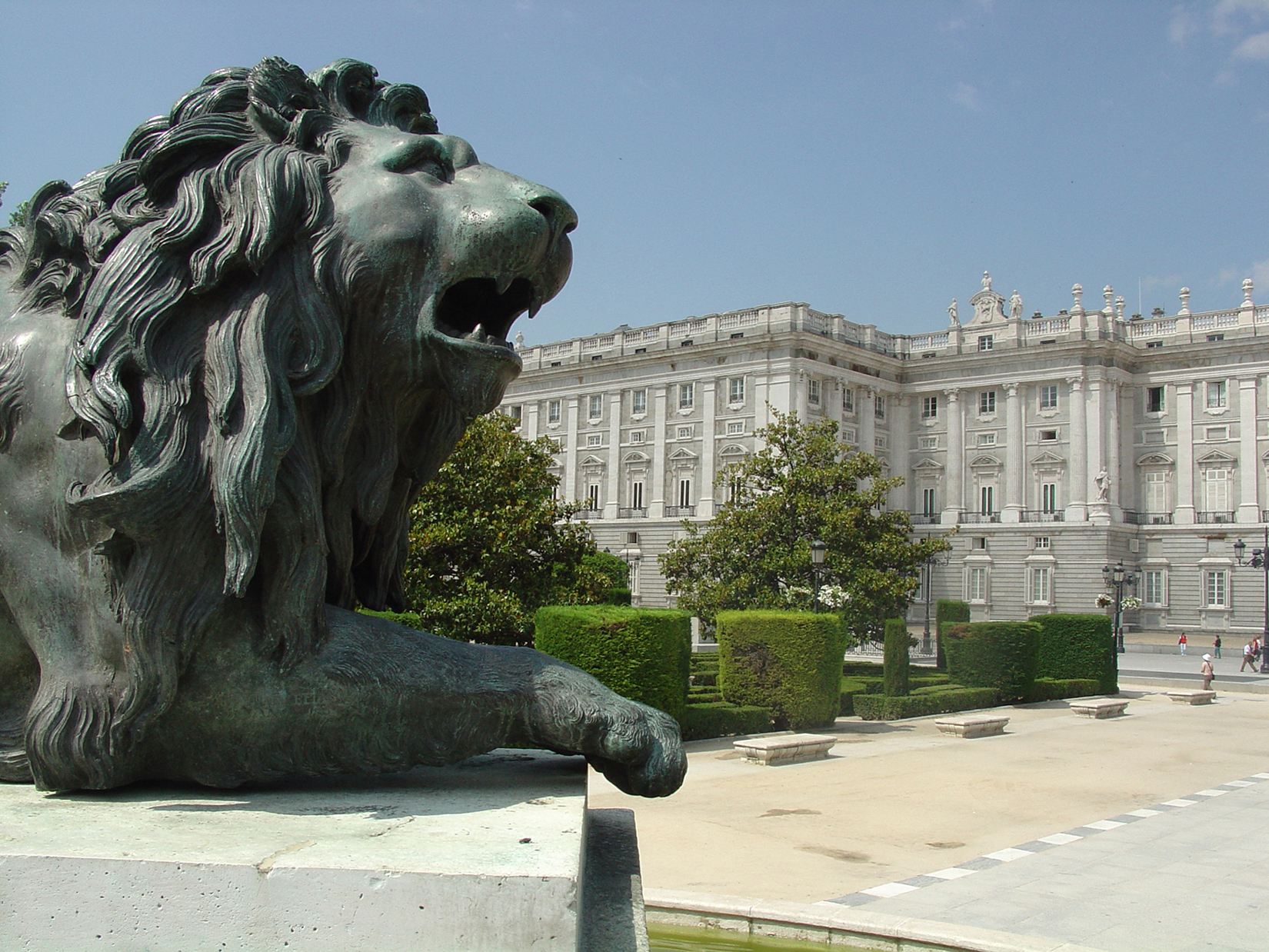
Vista parcial de la fachada oriental del Palacio Real, desde uno de los leones situados en la base del monumento a Felipe IV.

El Palacio Real flanquea el lado oeste de la plaza de Oriente, a través de la calle de Bailén, peatonalizada en el año 1996 en su contacto con el edificio. Se empezó construir en 1738 según planos de los arquitectos Filippo Juvara y de su discípulo Juan Bautista Sachetti, durante el reinado de Felipe V. 

Su fachada oriental, la que da a la plaza, tiene una longitud de 130 m y una altura de 33 m. La conexión de esta fachada, dispuesta en seis alturas, con el núcleo urbano de Madrid resultó especialmente problemática, ante la existencia de un caserío de origen medieval en sus aledaños, separado del edificio mediante una estrecha vía, que con el tiempo fue bautizada como calle de Bailén. La cerca del Huerto de la Priora, perteneciente al Real Monasterio de la Encarnación, también se encontraba muy próxima al palacio.

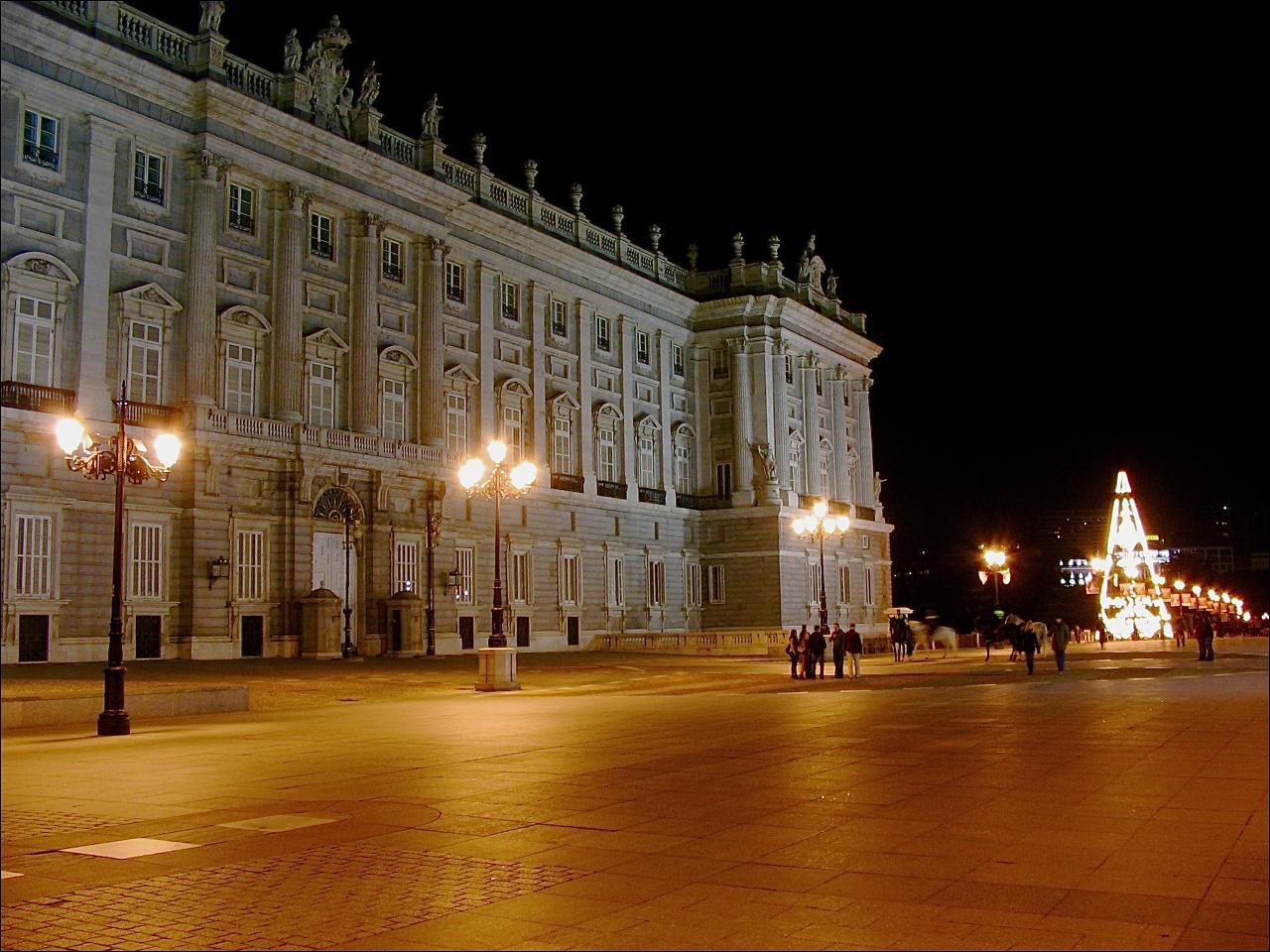
Perspectiva nocturna de la fachada del Palacio Real que da a la plaza.

El proyecto más ambicioso fue impulsado por José I, que pretendía crear una gran avenida monumental que uniese el Palacio Real con la plaza de la Puerta del Sol. Para ello, el monarca ordenó la demolición de las manzanas de casas y templos religiosos que había junto al palacio, en un proceso que se prolongó dos años (1809-1810). 
La brevedad del reinado de José Bonaparte impidió avanzar más en el citado proyecto, que fue finalmente desestimado por los monarcas que le sucedieron y sustituido por el de una gran plaza cerrada, conectada con el entramado de calles del centro histórico, a través del Teatro Real.

### Teatro Real

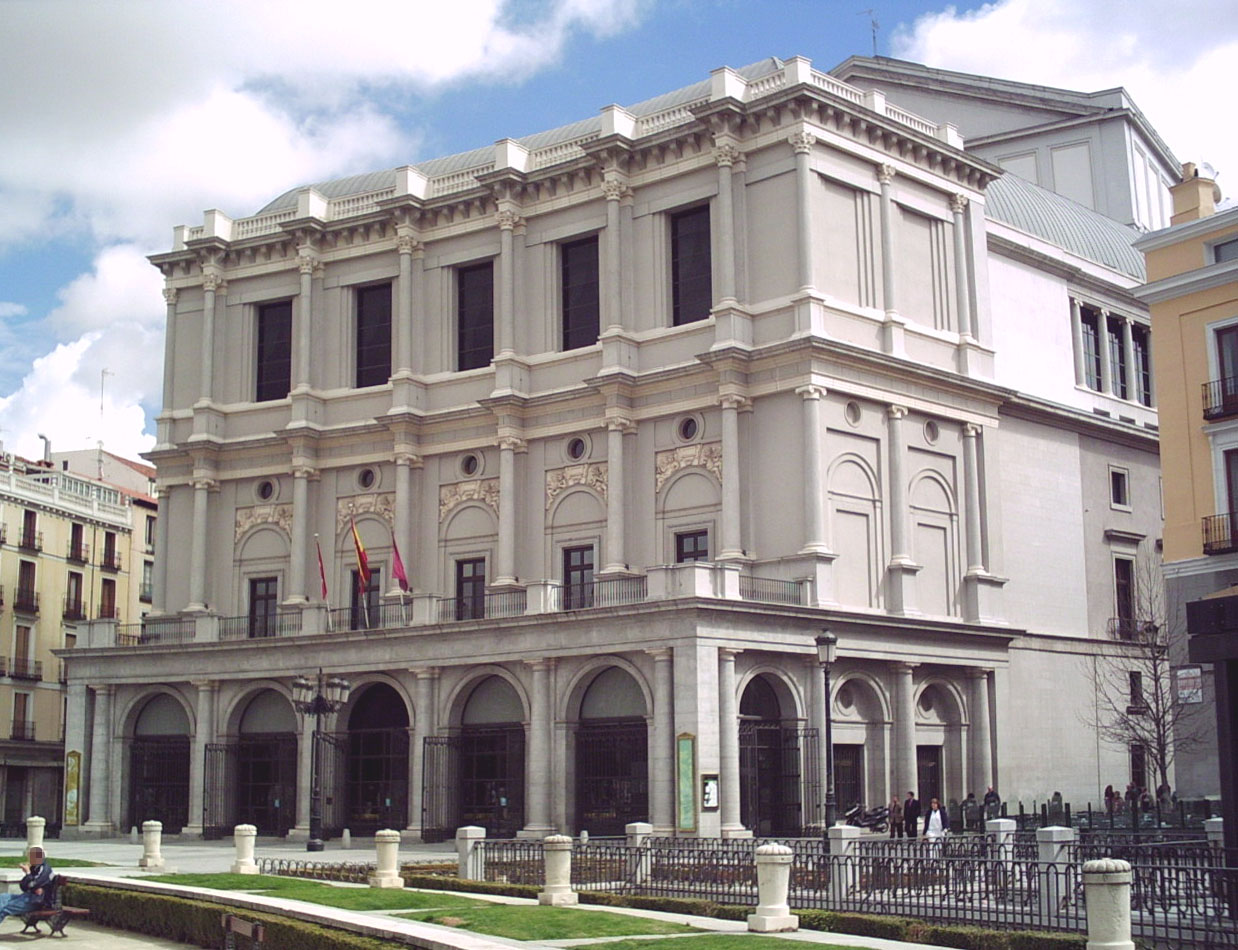
Fachada occidental del Teatro Real, que da a la Plaza de Oriente.

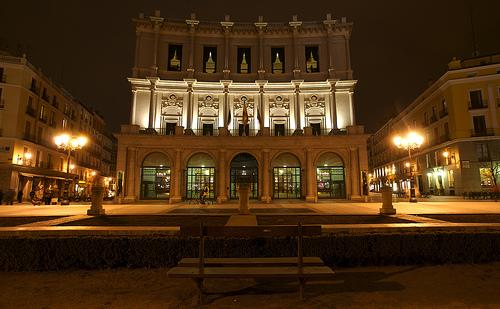
Vista nocturna del teatro.

El Teatro Real, situado en la parte oriental de la plaza de Oriente, es, junto con el palacio, el edificio que más ha condicionado el trazado final del recinto. 
La decisión de construir un coliseo, en el solar del antiguo teatro de los Caños del Peral, fue tomada por Fernando VII en 1817. En su diseño, el edificio se concebía como el punto de referencia de una plaza porticada, proyecto que fue abandonado cuando las obras iban ya muy avanzadas, dado que desentonaba con la estética del conjunto. 
En 1836, Isabel II ordenó derribar los edificios del contorno de la plaza y en 1850 dio un nuevo impulso a las obras del teatro, después de varios años de paralización por dificultades económicas. 
El Teatro Real se inauguró oficialmente el 19 de noviembre de 1850. Ocupa una planta hexagonal irregular, a cuyos lados norte y sur se extienden dos pequeñas calles, la de Felipe V y la de Carlos III, que comunican la plaza de Oriente con el centro histórico de la ciudad.
Presenta dos fachadas principales: la occidental, que da a la plaza de Oriente, y la oriental, situada en la plaza de Isabel II. Su aspecto neoclásico es fruto de la reforma realizada en 1884 por el arquitecto Joaquín de la Concha, que alteró la composición arquitectónica original. 
Otras remodelaciones destacadas tuvieron lugar en 1925, en 1942 y en 1988. En esta última, cuyas obras duraron hasta 1997, el coliseo recuperó su función de teatro de la ópera, tras décadas como sala de conciertos.

### Real Monasterio de la Encarnación
La cara norte de los jardines del cabo Noval da al Real Monasterio de la Encarnación, a través de una de sus fachadas menos relevantes, desde el punto de vista artístico. El edificio fue proyectado por Juan Gómez de Mora entre 1611 y 1616, quien le imprimió un austero sello herreriano.

## Restos arqueológicos

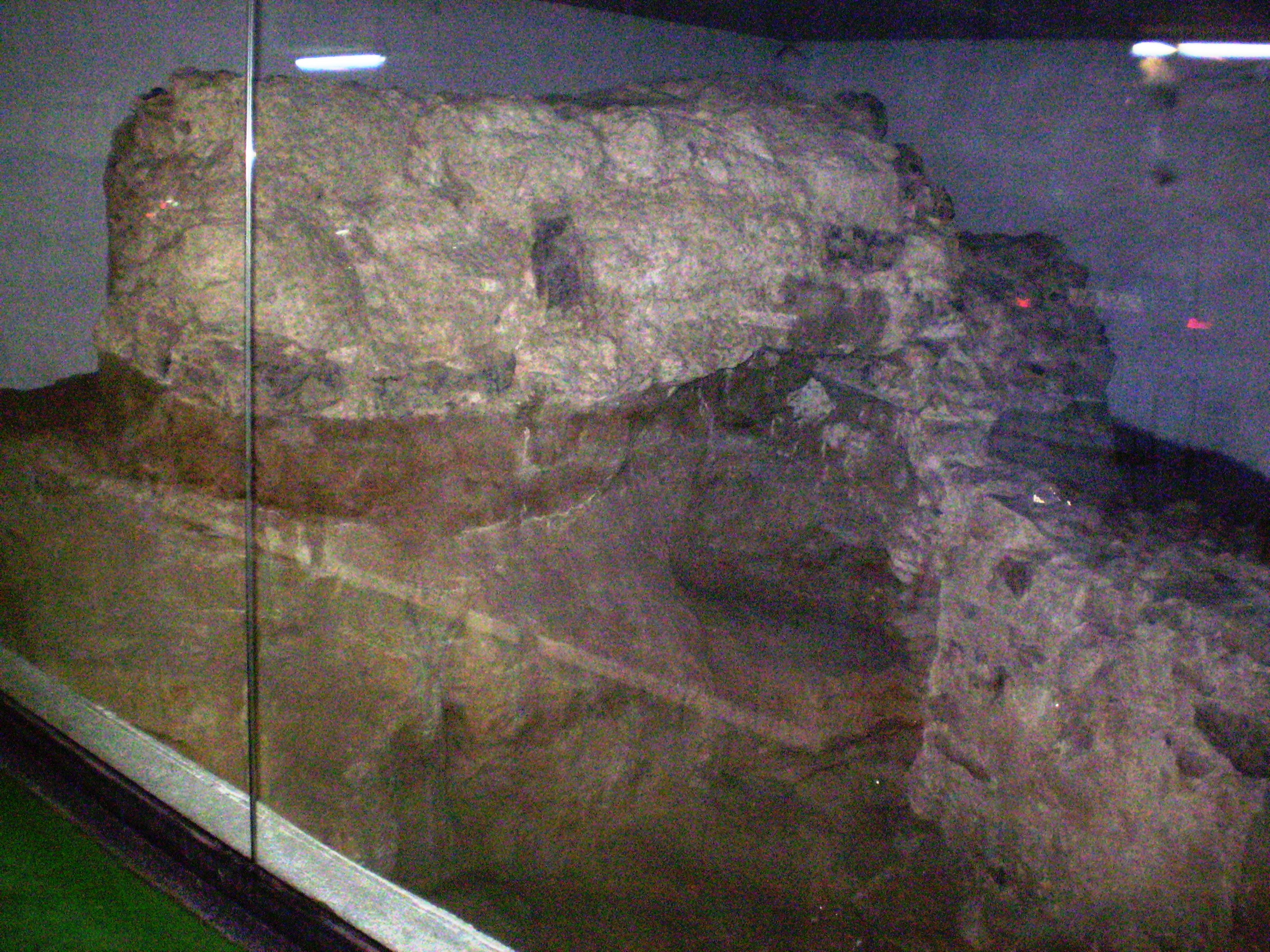
Restos de una atalaya del, que se exhiben en el aparcamiento subterráneo de la plaza de Oriente.

Durante la remodelación de la plaza de 1996, se hallaron en su subsuelo diferentes restos arqueológicos, que fueron destruidos en gran parte al considerarse de escaso valor; entre ellos los de la Casa del Tesoro (siglo XVI), sede de la administración de la Casa de Austria. Los únicos vestigios que se conservan corresponden a una atalaya islámica del siglo XI, que se exhibe en la primera planta del aparcamiento subterráneo construido durante la reforma. 
Este torreón fue integrado dentro de la muralla cristiana de Madrid, como una torre albarrana, cuando la ciudad fue conquistada por la Corona de Castilla, a manos del rey Alfonso VI. Era conocida como Torre de los Huesos, por su proximidad con un cementerio islámico.
Se localizaba a extramuros, sobre el barranco del arroyo del Arenal, que cerraba por el noroeste esta zona de Madrid. Tenía como fin la vigilancia de todo este sector, así como de la cercana puerta de Valnadú, uno de los accesos de la muralla cristiana de la ciudad. De planta cuadrangular, su aparejo es de mampostería, con algún sillar en las esquinas, en piedra caliza y en sílex.